# Clássico Alvinegro
Clássico Alvinegro é, no futebol paulista, o jogo entre as equipes do: Sport Club Corinthians Paulista e Santos Futebol Clube. Esse apelido está relacionado com as cores das equipes, já que ambas vestem preto e branco, sendo conhecidos como: o Alvinegro do Parque São Jorge (Corinthians) e o Alvinegro da Vila Belmiro ou Alvinegro Praiano (Santos). Pode ser considerado como o maior clássico em todo futebol mundial entre equipes alvinegras, pois é o único que envolve dois clubes alvinegros que já foram campeões nacionais, continentais ou mundiais.
O fato mais marcante da história desta rivalidade são os "grandes tabus", longos períodos em que um clube ficou sem vencer o outro, e também as grandes goleadas que um infligiu ao outro durante toda história deste confronto. O mais lembrado entre eles é de fato o do Corinthians ter ficado 11 anos sem ganhar do Santos em Campeonatos Paulistas. Já o Santos ficou 7 anos (20 jogos) sem ganhar do Corinthians, considerando todos os campeonatos, sendo esse, o maior tabu da história do clássico. Entretanto, o último grande tabu do confronto foi favorável ao Santos (de 30 de Janeiro de 2002 até 13 de Outubro de 2005). Foram 11 partidas, com 9 vitórias santistas e 2 empates, por quase 4 anos.
O Clássico Alvinegro é o mais antigo entre os que envolvem os quatro grandes clubes do futebol paulista, com a primeira partida sendo disputada no dia 6 de março de 1913, no campo do Parque Antarctica, ocasião em que o Santos bateu o rival por 6 a 3, pelo Campeonato Paulista. Já a maior goleada da história do clássico foi registrada em 1920, quando o placar marcou 11 a 0 a favor do  Corinthians sobre o Santos na Vila Belmiro, com a equipe santista, liderada por Ary Patusca, abandonando a partida aos 21 minutos do 2º tempo sobre protestos. O Corinthians é a segunda equipe que mais venceu o Santos em toda história, com o Santos sendo a terceira equipe que mais venceu o Corinthians na história. Já no quesito gols, este é o clássico com o maior número de gols marcados dentre os grandes de São Paulo.

## Maiores confrontos
- O Clássico Alvinegro é o mais antigo entre os clássicos que envolvem os quatro grandes clubes do futebol paulista, teve a primeira partida sendo disputada no dia 6 de março de 1913, no campo do Parque Antarctica, ocasião em que o Santos bateu o rival por 6 a 3, pelo Campeonato Paulista.

- No dia 10 de junho de 1917, ocorreu o primeiro jogo entre Santos e Corinthians na Vila Belmiro que foi válido pelo Campeonato Paulista aonde as equipes acabaram empatando o jogo em 3 a 3.
- Entre 1919 e 1924 o Corinthians aplicou sonoras goleadas em cima do Santos que ainda viria a se tornar uma potência estadual, sendo elas: 5x0 pelo Paulista de 1919, 11x0 pelo Paulista de 1920, 6x1 pelo Paulista de 1921, 6x2 pelo Paulista de 1922 e outro 6x1 pelo Paulista de 1924.
- No dia 11 de julho de 1920, ocorreu a maior goleada registrada na história do clássico: Santos 0x11 Corinthians. Na Vila Belmiro, pelo Paulista daquele ano. Aos 21 minutos do 2° tempo os jogadores santistas abandonaram o campo em protesto contra a arbitragem após o 11° tento corinthiano.
- Anos depois no dia 4 de Setembro de 1927, o Santos aplicou 8 a 3 no Corinthians, no estádio Parque Antarctica, pelo Paulista daquele ano
- No dia 27 de Maio ocorreu a primeira decisão entre os clubes pela semifinal do Torneio Inicio Paulista com a equipe santista levando a melhor vencendo a partida por 2 a 1 no Parque Antarctica. O Peixe foi a final contra os donos da casa (Palestra Itália) e ainda faturou o título.
- Um mês depois houve uma revanche, desta vez pela Taça Ministro das Relações Exteriores, a partida do dia 10/12 foi muito disputada porém a equipe santista  voltou a conquistar uma taça, após empate em 1 a 1 o Corinthians foi superado no número de escanteios, método de desempate da época.
- No dia 14/07/1929, em um amistoso, Santos e Corinthians enfrentaram-se na Vila Belmiro. Até a metade do segundo tempo empatavam por 2×2, até que numa jogada comum, Feitiço dividiu com Tuffy, e o jogador corintiano levou a pior. Del Debbio veio correndo e agrediu Feitiço “de modo insólito e verdadeiramente estúpido” (segundo transcrição do jornal “A Tribuna”, de 15/07/1929). Esse fato gerou enorme confusão, com invasão de campo por dirigentes, muita briga, bate boca e tumulto generalizado pelo estádio. O Corinthians abandonou o campo faltando ainda 20 minutos para término da partida, alegando falta de condições para continuar a partida.
- O Santos aplicou a sua maior diferença de gols em cima do alvinegro do Parque São Jorge, quando venceu o Corinthians por 7 a 1 na Vila Belmiro no dia 8 de março de 1932 pelo Campeonato Paulista.
- No ano seguinte, o Santos aplicou sua terceira maior goleada sobre do Corinthians. O placar foi de 6 a 0 pra equipe santista em cima do Corinthians, no dia 24 de Setembro de 1933 em jogo válido pelo Torneio Rio-SP.
- 23 anos após ter sido fundado, e 2 anos após a primeira edição profissional da competição o Santos enfim conquistou seu primeiro grande título: o Campeonato Paulista de 1935. Jogando em pleno Parque São Jorge, o Peixe venceu o Corinthians por 2 a 0, gols de Raul e Araken Patuska.
- Em 1937 as equipes voltaram a se enfrentar em uma decisão pelo Torneio Início Paulista no dia 06/06 no Parque Antarctica pela quarta de final, o Santos bateu o rival e seguiu na competição terminando como campeão da edição.
- No dia 1 junho de 1941, pelo primeiro turno do Paulista, o Corinthians aplicou mais uma sonora goleada em cima do Santos: 7 a 0. Essa é a segunda maior goleada do Corinthians no clássico.
- No ano seguinte, novo duelo pelo Torneio Início Paulista, mais uma vez pela semifinal e mais uma vez o Santos garantiu a vaga a finalíssima vencendo o clássico por 1 a 0 no Pacaembu.
- No dia 12 de maio de 1948, o Santos vencia o Corinthians pelo placar de 2 a 1 jogando no Estádio do Pacaembu e com esse resultado ganhava a Taça das Taças com Pascoal e Rubens marcando contra a favor do Peixe, os gols santistas na partida. Essa taça que veio para a Vila Belmiro foi disputada porque o time santista houvera ganho a taça Cidade de Santos disputada entre os times da cidade de Santos e o Corinthians venceu a Taça Cidade de São Paulo disputada entre as equipes dos times grandes da capital paulista.
- Dia 8 de janeiro de 1956, quando se enfrentaram no penúltimo jogo do Campeonato Paulista de 1955, ambos com chance de título, ao Santos bastava um empate na Vila Belmiro pra ficar com a taça, pro Corinthians só a vitória interessava pra manter viva as esperanças, após o Santos abrir 2 a 0 o Corinthians virou o jogo e a decisão ficou pra última rodada. Porém com uma vitória por 2 a 1 sobre o Taubaté novamente na Vila Belmiro o Santos não podia mais ser alcançado e conquistou o 2° título da sua história, 1 ponto a frente do Corinthians e tornou-se enfim o primeiro clube fora de uma capital de estado a ser considerado uma grande potência estadual.
- Pelo Campeonato Paulista de 1960, Corinthians e Santos chegarem empatados em 42 pontos para o clássico de 30 de novembro, no Pacaembu. O Santos goleou o rival por 6 a 1, praticamente eliminando-o da disputa, já que o adversário só tinha mais um jogo por fazer. Com a vitória sobre o Taubaté, o Santos chegou a 46 pontos e alijou o Corinthians da disputa.
- Os dois disputaram a final do torneio amistoso Taça São Paulo em 1962, onde o Corinthians levou o titulo ao vencer a primeira partida por 3 a 1 no Parque São Jorge e empatar a segunda em 3 a 3 na Vila Belmiro.
- No dia 27 de março de 1966, Corinthians e Santos chegaram na última rodada com chances de título do Torneio Rio-São Paulo, e com o empate em 0x0 entre os dois, ambos foram declarados campeões daquela edição do torneio, junto com Botafogo e Vasco.
- No dia 6 de março de 1968 o Corinthians venceu o Santos por 2 a 0 no Pacaembu, e quebrou o maior tabu do lado santista, foram 11 anos sem vitórias do time da capital pelo Campeonato Paulista. A última vitória corintiana pelo torneio estadual havia sido no dia 21 de julho de 1957, quando venceu por 2x1, também no Pacaembu. Os corintianos tomaram as ruas de São Paulo com direito a carreatas para comemorar o feito histórico diante  do Santos de Pelé & Cia. Foram 24 partidas (17 vitórias santistas, 7 empates, 68 gols do Santos contra 31 do Corinthians).
- No dia 20 de março de 1977, em clássico realizado no estádio do Morumbi que foi válido pelo Campeonato Paulista, Santos e Corinthians empataram por 1 a 1 no jogo em que se registrou o maior público de toda história entre os dois clubes: 116.881 pagantes e um público total de 120.782 pessoas.
- No mesmo ano de 1977 houve um confronto de mata no Clássico Alvinegro pelo Torneio Governador do Estado, um jogaço que terminou em 2 a 2 no tempo normal, vencido pelo Alvinegro da Baixada nos pênaltis por 5 a 4 no dia 04 de Agosto no Morumbi.
- No dia 23 de outubro de 1983 em jogo válido pelo Campeonato Paulista, o Santos venceu o Corinthians por 2 a 0 no Morumbi e encerrou o maior tabu do clássico, foram 7 anos sem vencer o rival. Foram 20 partidas (9 vitórias corintianas e 11 empates).
- No dia 2 de dezembro de 1984, ambos chegaram a última rodada com chances de título do Campeonato Paulista e se enfrentaram no Morumbi, pro Santos bastava um empate enquanto o Corinthians devia vencer o jogo pra ficar com o tricampeonato. O Santos venceu o clássico por 1 a 0 com gol de Serginho Chulapa.
- Na semifinal do Paulista de 1987, os clubes se enfrentaram e com uma vitória por 5x1 na primeira partida (com 4 gols de Edmar) e um 0x0 no segundo jogo, o Corinthians chegou a final do campeonato.
- Em 1994, se enfrentaram pela final da Copa Bandeirante, que garantia uma vaga para a Copa do Brasil do ano seguinte. Com uma vitória por 6x3 e um empate em 1x1, o Corinthians levou a melhor.
- Em 1996, se enfrentaram pela final do Torneio Internacional de Verão. Com show de Giovanni o Peixe venceu por 3x1 e ficou com o título.
- Em 1998 os rivais se encontraram pelas semifinais do Campeonato Brasileiro. Na Vila Belmiro o Santos venceu por 2 a 1, mas o Corinthians venceu  o segundo jogo por 2 a 0 e com o empate em 1 a 1 no terceiro jogo garantiu sua vaga a final.
- Entre 1999 e 2001, o Corinthians aplicou 4 goleadas acachapantes sobre o Santos, 2 vezes por 5x1, pelo Paulista de 1999 e 2000. 5x0 em 2001, também pelo Paulista, e um 4x1 dentro da Vila Belmiro, em 1999.
- A vingança Santista veio pouco tempo depois começando pelo amistoso marcado para Vila Belmiro, o até então técnico Emerson Leão apostou nas jovens promessas Robinho e Diego para um confronto de pré-temporada diante da experiente equipe corintiana liderada por jogadores como Ricardinho, Vampeta e Fabio Luciano porém os meninos da Vila não deram chances aos rivais, 3 a 1 no placar e muitos dribles desconcertantes daquele que viria ser o time sensação da temporada. Mais tarde pelo Campeonato Brasileiro o Santos também bateu o rival em pleno Pacaembu por 4 a 2 com novo show dos meninos Diego e Robinho além de um dos gols mais bonitos da história do clássico assinalado por Alberto de bicicleta.
- Também em 2002, Santos e Corinthians se reencontraram em dezembro de 2002 desta vez pela histórica final do Campeonato Brasileiro. A maior final decidida entre os dois clubes. No primeiro jogo no Morumbi no dia 8 de Dezembro, o Santos venceu por 2 a 0 gols de Alberto e Renato. No confronto final no dia 15, mais uma vitória santista dessa vez por 3 a 2 com Robinho eternizando o lance das 8 pedaladas em cima do lateral corintiano Rogério que até hoje também ostenta o apelido de pedalada.
- Em 2005 houve um clássico vencido pelo Santos por 4 a 2 em cima do Corinthians no dia 30 de Julho de 2005 na Vila Belmiro, válido pelo campeonato brasileiro com uma excelente partida do ídolo santista Giovanni. Porém com o escândalo da Máfia do Apito, e em meio a polêmicas, o jogo foi remarcado pelo STJD e o Corinthians venceu por 3 a 2 na Vila Belmiro no dia 13 de Outubro de 2005 no jogo remarcado pelo STJD. Nesse jogo remarcado em questão, houve briga da torcida do Santos e dirigentes do clube praiano contra a arbitragem escalada para aquela partida, até então Cleber Wellington Abade e sua equipe.
- Em 2005, ocorreu a maior goleada do clássico no Século XXI, quando no dia 06 de novembro pelo Campeonato Brasileiro o Corinthians aplicou 7 a 1 em cima da equipe santista no estádio do Pacaembu, com hat-trick de Carlitos Tévez. Em 2021, 16 anos após o clássico, o árbitro do 7 a 1, Evandro Román, então deputado federal pelo Patriota, disse que houve um conluio dos atletas santistas para que Nelsinho fosse demitido. A declaração ocorreu durante uma sessão da Comissão de Educação da Câmara.
- Em 2009, mais um final e desta vez pelo Campeonato Paulista com o Corinthians sendo campeão após vencer o primeiro jogo no dia 26 de Abril por 3 a 1 em plena Vila Belmiro com Ronaldo marcando um belo gol de cobertura. Nessa partida o Ronaldo marcou o milésimo gol da história do clássico. No segundo jogo da final no dia 3 de Maio, um empate em 1 a 1 no Pacaembu confirmou o título ao Corinthians.
- Em 2011 o Santos deu o troco da final de 2009, e levantou o troféu do Campeonato Paulista em cima do Timão ao empatar em 0 a 0 no Pacaembu na primeira partida da final no dia 8 de Maio. No dia 15 de Maio na partida final, o Peixe venceu o Corinthians por 2 a 1 na Vila Belmiro com gol de Neymar no fim e levantou o troféu em casa.

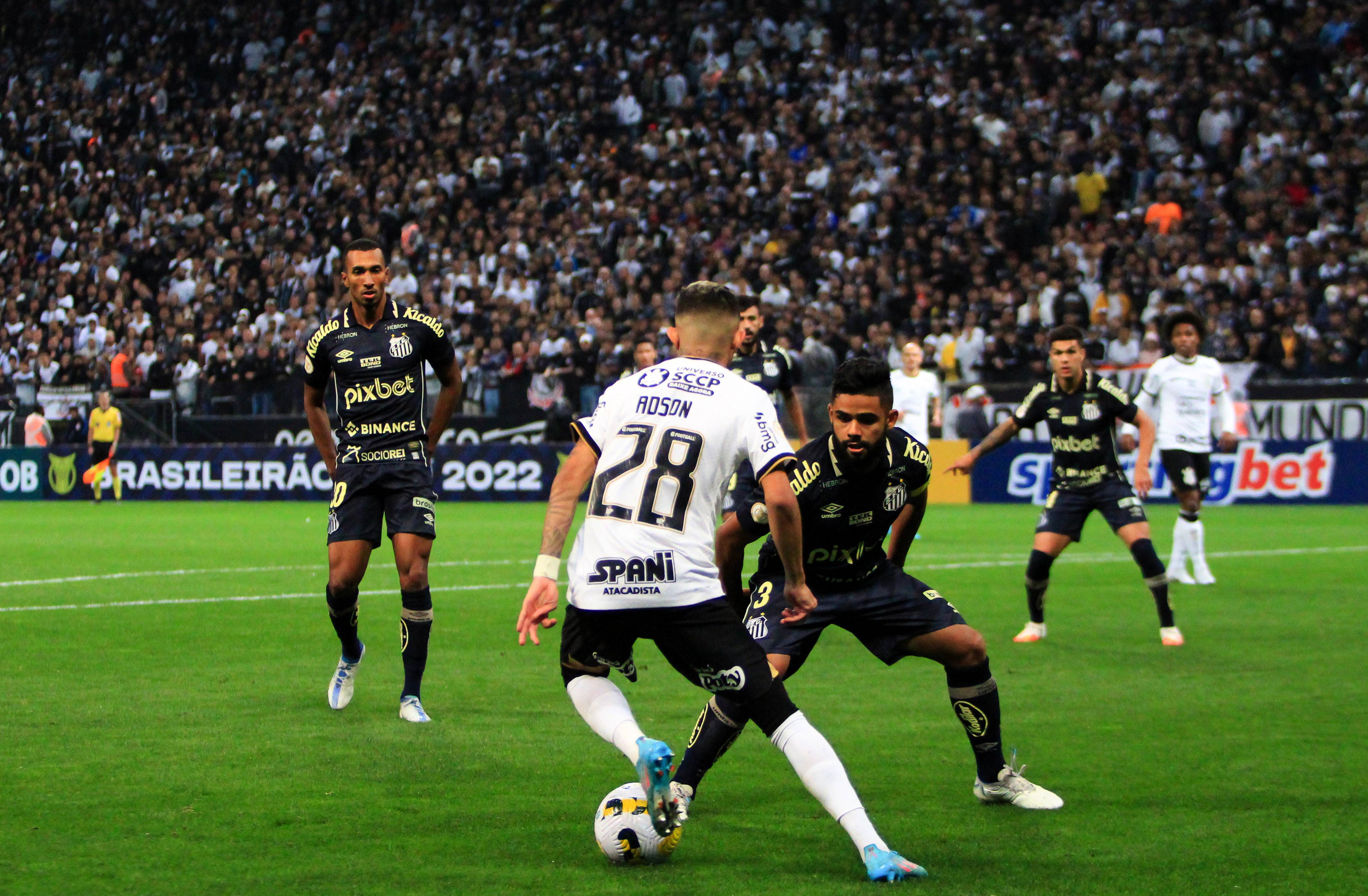
Corinthians e Santos jogando em 2022.

- Em 2012, ocorre o primeiro confronto entre as duas equipes pela Copa Libertadores da América pelas semifinais da competição. No primeiro confronto do dia 13 de junho o Corinthians venceu o Santos por 1 a 0 em plena Vila Belmiro e segurou o empate por 1 a 1 no dia 20 de junho para eliminar o rival da competição continental.
- Um ano depois em 2013, mais uma final de Campeonato Paulista: No primeiro jogo no Pacaembu no dia 12 de maio o Corinthians venceu por 2 a 1 e levou vantagem para a segunda partida da final. No dia 19 de maio, no confronto decisivo na Vila Belmiro, o Santos até saiu na frente com um golaço de voleio de Cicero porém o Corinthians conseguiu o empate em 1 a 1 e comemorou a título do Paulistão daquele ano.
- No dia 29 de Janeiro de 2014, o Santos realizou sua maior goleada do clássico no século atual em cima do Corinthians, sonoros 5 a 1 em plena Vila Belmiro, jogo válido pelo Campeonato Paulista daquele ano, e que badalou a excelente campanha do Santos que foi vice-campeão paulista daquele ano, e o Corinthians fez uma campanha apagada naquela edição parando ainda na fase de grupos.
- Em 2015, ocorreu um novo confronto de mata-mata dessa vez pelas oitavas de final da Copa do Brasil. No primeiro jogo em 19 de agosto, o Santos venceu por 2 a 0 na Vila Belmiro e na partida de volta, novo resultado positivo, desta vez por 2 a 1 na Arena Corinthians garantindo a vaga as quartas na casa do rival.
- Em 2019, os times se enfrentaram pela semifinal do Campeonato Paulista: vitória corintiana na Arena por 2 a 1 no primeiro jogo e vitória santista no Pacaembu no jogo da volta, porém a equipe santista perdeu diversas oportunidades (foram mais de 30 finalizações na meta corintiana que teve mais um dia de Cássio inspirado) vencendo apenas pelo placar mínimo 1 a 0, levando a disputa para as penalidades na qual Victor Ferraz (lateral direito do Santos) acabou acertando a trave na última cobrança santista cedendo a vaga ao Corinthians que foi para final.
- Em 2022 os times voltaram a se enfrentar em um mata-mata, desta vez pelas oitavas de final da Copa do Brasil aonde o Corinthians eliminou o Santos ao vencer a primeira partida no dia 22 de junho por 4 a 0  na Arena Corinthians e assegurar a vantagem no jogo da volta, no dia 13 de julho quando perdeu por 1 a 0 na Vila Belmiro para o Santos.
- No dia 21 de junho de 2023 em confronto realizado na Vila Belmiro pelo Campeonato Brasileiro, o Corinthians vencia o jogo por 2 a 0 quando aos 44 minutos do segundo tempo a partida foi interrompida pela atitude de alguns torcedores do Santos, que arremessaram rojões em direção ao campo. Diante dessa situação de perigo, o árbitro optou por encerrar o jogo antes do tempo regulamentar.
- No dia 9 de março de 2025, os rivais se encontraram na Neo Química Arena pela semifinal do Campeonato Paulista em jogo único com o Corinthians eliminando o Santos ao vencer o jogo por 2 a 1. Os gols do Corinthians foram marcados por Yuri Alberto e Rodrigo Garro enquanto Tiquinho Soares marcou para o Santos.

## Estatísticas gerais
| Estatística Corinthians x Santos |             |
| Número de jogos                  | 354         |
| Vitórias do Corinthians          | 140         |
| Vítórias do Santos               | 112         |
| Empates                          | 102         |
| Número de gols                   | 1128        |
| Gols marcados pelo Corinthians   | 608         |
| Gols marcados pelo Santos        | 520         |
| Vantagem                         | Corinthiana |

## Lista de confrontos completa
| Lista de partidas                          |                      |            |                                         |
| Corinthians 1 x 0 Santos                   | Neo Química Arena    | 18/05/2025 | Campeonato Brasileiro                   |
| Corinthians 2 x 1 Santos                   | Neo Química Arena    | 09/03/2025 | Campeonato Paulista                     |
| Corinthians 2 x 1 Santos                   | Neo Química Arena    | 12/02/2025 | Campeonato Paulista                     |
| Santos 1 x 0 Corinthians                   | Vila Belmiro         | 07/02/2024 | Campeonato Paulista                     |
| Corinthians 1 x 1 Santos                   | Neo Química Arena    | 29/10/2023 | Campeonato Brasileiro                   |
| Santos 0 x 2 Corinthians                   | Vila Belmiro         | 21/06/2023 | Campeonato Brasileiro                   |
| Santos 2 x 2 Corinthians                   | Vila Belmiro         | 26/02/2023 | Campeonato Paulista                     |
| Santos 0 x 1 Corinthians                   | Vila Belmiro         | 22/10/2022 | Campeonato Brasileiro                   |
| Santos 1 x 0 Corinthians                   | Vila Belmiro         | 13/07/2022 | Copa do Brasil                          |
| Corinthians 0 x 0 Santos                   | Neo Química Arena    | 25/06/2022 | Campeonato Brasileiro                   |
| Corinthians 4 x 0 Santos                   | Neo Química Arena    | 22/06/2022 | Copa do Brasil                          |
| Corinthians 1 x 2 Santos                   | Neo Química Arena    | 02/02/2022 | Campeonato Paulista                     |
| Corinthians 2 x 0 Santos                   | Neo Química Arena    | 21/11/2021 | Campeonato Brasileiro                   |
| Santos 0 x 0 Corinthians                   | Vila Belmiro         | 08/08/2021 | Campeonato Brasileiro                   |
| Santos 0 x 2 Corinthians                   | Vila Belmiro         | 25/04/2021 | Campeonato Paulista                     |
| Santos 1 x 0 Corinthians                   | Vila Belmiro         | 17/02/2021 | Campeonato Brasileiro                   |
| Corinthians 1 x 1 Santos                   | Neo Química Arena    | 07/10/2020 | Campeonato Brasileiro                   |
| Corinthians 2 x 0 Santos                   | Neo Química Arena    | 02/02/2020 | Campeonato Paulista                     |
| Corinthians 0 x 0 Santos                   | Neo Química Arena    | 26/10/2019 | Campeonato Brasileiro                   |
| Santos 1 x 0 Corinthians                   | Vila Belmiro         | 12/06/2019 | Campeonato Brasileiro                   |
| Santos 1 x 0 Corinthians                   | Pacaembu             | 08/04/2019 | Campeonato Paulista                     |
| Corinthians 2 x 1 Santos                   | Neo Química Arena    | 31/03/2019 | Campeonato Paulista                     |
| Corinthians 0 x 0 Santos                   | Neo Química Arena    | 10/03/2019 | Campeonato Paulista                     |
| Corinthians 1 x 1 Santos                   | Neo Química Arena    | 13/01/2019 | Amistoso                                |
| Santos 1 x 0 Corinthians                   | Pacaembu             | 13/10/2018 | Campeonato Brasileiro                   |
| Corinthians 1 x 1 Santos                   | Neo Química Arena    | 06/06/2018 | Campeonato Brasileiro                   |
| Santos 1 x 1 Corinthians                   | Pacaembu             | 04/03/2018 | Campeonato Paulista                     |
| Santos 2 x 0 Corinthians                   | Vila Belmiro         | 10/09/2017 | Campeonato Brasileiro                   |
| Corinthians 2 x 0 Santos                   | Neo Química Arena    | 03/06/2017 | Campeonato Brasileiro                   |
| Corinthians 1 x 0 Santos                   | Neo Química Arena    | 04/03/2017 | Campeonato Paulista                     |
| Santos 2 x 1 Corinthians                   | Vila Belmiro         | 11/09/2016 | Campeonato Brasileiro                   |
| Corinthians 1 x 0 Santos                   | Neo Química Arena    | 01/06/2016 | Campeonato Brasileiro                   |
| Santos 2 x 0 Corinthians                   | Vila Belmiro         | 06/03/2016 | Campeonato Paulista                     |
| Corinthians 2 x 0 Santos                   | Neo Química Arena    | 20/09/2015 | Campeonato Brasileiro                   |
| Corinthians 1 x 2 Santos                   | Neo Química Arena    | 26/08/2015 | Copa do Brasil                          |
| Santos 2 x 0 Corinthians                   | Vila Belmiro         | 19/08/2015 | Copa do Brasil                          |
| Santos 1 x 0 Corinthians                   | Vila Belmiro         | 20/06/2015 | Campeonato Brasileiro                   |
| Corinthians 1 x 1 Santos                   | Neo Química Arena    | 05/04/2015 | Campeonato Paulista                     |
| Corinthians 1 x 0 Santos                   | Neo Química Arena    | 09/11/2014 | Campeonato Brasileiro                   |
| Santos 0 x 1 Corinthians                   | Vila Belmiro         | 10/08/2014 | Campeonato Brasileiro                   |
| SANTOS 5 x 1 Corinthians                   | Vila Belmiro         | 29/01/2014 | Campeonato Paulista                     |
| Corinthians 1 x 1 Santos                   | Arena Fonte Luminosa | 27/10/2013 | Campeonato Brasileiro                   |
| Santos 1 x 1 Corinthians                   | Vila Belmiro         | 07/08/2013 | Campeonato Brasileiro                   |
| Santos 1 x 1 Corinthians                   | Vila Belmiro         | 19/05/2013 | Campeonato Paulista                     |
| Corinthians 2 x 1 Santos                   | Pacaembu             | 12/05/2013 | Campeonato Paulista                     |
| Santos 0 x 0 Corinthians                   | Morumbi              | 03/03/2013 | Campeonato Paulista                     |
| Corinthians 1 x 1 Santos                   | Pacaembu             | 24/11/2012 | Campeonato Brasileiro                   |
| Santos 3 x 2 Corinthians                   | Vila Belmiro         | 19/08/2012 | Campeonato Brasileiro                   |
| Corinthians 1 x 1 Santos                   | Pacaembu             | 20/06/2012 | Copa Libertadores                       |
| Santos 0 x 1 Corinthians                   | Vila Belmiro         | 13/06/2012 | Copa Libertadores                       |
| Santos 1 x 0 Corinthians                   | Vila Belmiro         | 04/03/2012 | Campeonato Paulista                     |
| Corinthians 1 x 3 Santos                   | Pacaembu             | 18/09/2011 | Campeonato Brasileiro                   |
| Santos 0 x 0 Corinthians                   | Vila Belmiro         | 10/08/2011 | Campeonato Brasileiro                   |
| Santos 2 x 1 Corinthians                   | Vila Belmiro         | 15/05/2011 | Campeonato Paulista                     |
| Corinthians 0 X 0 Santos                   | Pacaembu             | 08/05/2011 | Campeonato Paulista                     |
| Corinthians 3 X 1 Santos                   | Pacaembu             | 20/02/2011 | Campeonato Paulista                     |
| Santos 2 X 3 Corinthians                   | Vila Belmiro         | 22/09/2010 | Campeonato Brasileiro                   |
| Corinthians 4 X 2 Santos                   | Pacaembu             | 30/05/2010 | Campeonato Brasileiro                   |
| Santos 2 X 1 Corinthians                   | Vila Belmiro         | 28/02/2010 | Campeonato Paulista                     |
| Corinthians 2 X 1 Santos                   | Pacaembu             | 02/09/2009 | Campeonato Brasileiro                   |
| Santos 3 X 1 Corinthians                   | Vila Belmiro         | 31/05/2009 | Campeonato Brasileiro                   |
| Corinthians 1 X 1 Santos                   | Pacaembu             | 03/05/2009 | Campeonato Paulista                     |
| Santos 1 X 3 Corinthians                   | Vila Belmiro         | 26/04/2009 | Campeonato Paulista                     |
| Corinthians 1 X 0 Santos                   | Pacaembu             | 22/03/2009 | Campeonato Paulista                     |
| Santos 2 X 1 Corinthians                   | Vila Belmiro         | 26/03/2008 | Campeonato Paulista                     |
| Corinthians 2 X 0 Santos                   | Pacaembu             | 02/09/2007 | Campeonato Brasileiro                   |
| Santos 1 X 1 Corinthians                   | Vila Belmiro         | 03/06/2007 | Campeonato Brasileiro                   |
| Santos 2 X 1 Corinthians                   | Vila Belmiro         | 28/03/2007 | Campeonato Paulista                     |
| Corinthians 0 X 3 Santos                   | Pacaembu             | 05/10/2006 | Campeonato Brasileiro                   |
| Santos 2 X 0 Corinthians                   | Vila Belmiro         | 28/05/2006 | Campeonato Brasileiro                   |
| Corinthians 0 X 1 Santos                   | Morumbi              | 12/02/2006 | Campeonato Paulista                     |
| Corinthians 7 X 1 Santos                   | Pacaembu             | 06/11/2005 | Campeonato Brasileiro                   |
| Santos 2 X 3 Corinthians                   | Vila Belmiro         | 13/10/2005 | Campeonato Brasileiro                   |
| Santos 4 X 2 Corinthians                   | Vila Belmiro         | 31/07/2005 | Campeonato Brasileiro                   |
| Santos 3 X 0 Corinthians                   | Vila Belmiro         | 13/02/2005 | Campeonato Paulista                     |
| Santos 1 X 1 Corinthians                   | Vila Belmiro         | 06/10/2004 | Campeonato Brasileiro                   |
| Corinthians 2 X 3 Santos                   | Pacaembu             | 04/07/2004 | Campeonato Brasileiro                   |
| Santos 3 X 1 Corinthians                   | Vila Belmiro         | 02/11/2003 | Campeonato Brasileiro                   |
| Corinthians 1 X 1 Santos                   | Morumbi              | 09/07/2003 | Campeonato Brasileiro                   |
| Corinthians 2 X 3 Santos                   | Morumbi              | 15/12/2002 | Campeonato Brasileiro                   |
| Santos 2 X 0 Corinthians                   | Morumbi              | 08/12/2002 | Campeonato Brasileiro                   |
| Corinthians 2 X 4 Santos                   | Pacaembu             | 03/10/2002 | Campeonato Brasileiro                   |
| Santos 3 X 1 Corinthians                   | Vila Belmiro         | 27/07/2002 | Amistoso                                |
| Santos 1 X 0 Corinthians                   | Vila Belmiro         | 30/01/2002 | Torneio Rio-São Paulo                   |
| Santos 0 X 2 Corinthians                   | Vila Belmiro         | 28/10/2001 | Campeonato Brasileiro                   |
| Santos 1 X 2 Corinthians                   | Morumbi              | 16/05/2001 | Campeonato Paulista                     |
| Corinthians 1 X 1 Santos                   | Morumbi              | 06/05/2001 | Campeonato Paulista                     |
| Corinthians 5 X 0 Santos                   | Pacaembu             | 18/03/2001 | Campeonato Paulista                     |
| Corinthians 0 X 3 Santos                   | Morumbi              | 30/08/2000 | Campeonato Brasileiro                   |
| Corinthians 5 x 1 Santos                   | Morumbi              | 19/03/2000 | Campeonato Paulista                     |
| Santos 1 X 4 Corinthians                   | Vila Belmiro         | 13/10/1999 | Campeonato Brasileiro                   |
| Corinthians 5 X 1 Santos                   | Morumbi              | 23/05/1999 | Campeonato Paulista                     |
| Santos 4 X 2 Corinthians                   | Vila Belmiro         | 25/04/1999 | Campeonato Paulista                     |
| Corinthians 1 X 1 Santos                   | Pacaembu             | 09/12/1998 | Campeonato Brasileiro                   |
| Corinthians 2 X 0 Santos                   | Pacaembu             | 06/12/1998 | Campeonato Brasileiro                   |
| Santos 2 X 1 Corinthians                   | Vila Belmiro         | 29/11/1998 | Campeonato Brasileiro                   |
| Corinthians 0 X 2 Santos                   | Morumbi              | 27/09/1998 | Campeonato Brasileiro                   |
| Santos 1 X 0 Corinthians                   | Vila Belmiro         | 14/10/1997 | Campeonato Brasileiro                   |
| Corinthians 4 X 3 Santos                   | Morumbi              | 24/05/1997 | Campeonato Paulista                     |
| Santos 2 X 0 Corinthians                   | Vila Belmiro         | 10/05/1997 | Campeonato Paulista                     |
| Corinthians 3 X 1 Santos                   | Morumbi              | 06/04/1997 | Campeonato Paulista                     |
| Corinthians 0 X 0 Santos                   | Morumbi              | 27/10/1996 | Campeonato Brasileiro                   |
| Corinthians 2 X 3 Santos                   | Pacaembu             | 21/04/1996 | Campeonato Paulista                     |
| Santos 2 X 2 Corinthians                   | Vila Belmiro         | 11/02/1996 | Campeonato Paulista                     |
| Santos 3 X 1 Corinthians                   | Vila Belmiro         | 24/01/1996 | Torneio Internacional de Verão          |
| Santos 3 X 0 Corinthians                   | Vila Belmiro         | 19/11/1995 | Campeonato Brasileiro                   |
| Corinthians 4 X 2 Santos                   | José Levy Sobrinho   | 23/07/1995 | Campeonato Paulista                     |
| Santos 2 X 2 Corinthians                   | Santa Cruz           | 25/06/1995 | Campeonato Paulista                     |
| Santos 3 X 1 Corinthians                   | Vila Belmiro         | 30/04/1995 | Campeonato Paulista                     |
| Corinthians 0 X 0 Santos                   | Pacaembu             | 15/03/1995 | Campeonato Paulista                     |
| Santos 1 X 2 Corinthians                   | Pacaembu             | 16/11/1994 | Campeonato Brasileiro                   |
| Corinthians 1 X 1 Santos                   | Morumbi              | 11/08/1994 | Copa Bandeirantes                       |
| Santos 3 X 6 Corinthians                   | Morumbi              | 09/08/1994 | Copa Bandeirantes                       |
| Santos 4 X 3 Corinthians                   | Morumbi              | 24/04/1994 | Campeonato Paulista                     |
| Corinthians 4 X 0 Santos                   | Pacaembu             | 20/02/1994 | Campeonato Paulista                     |
| Santos 1 X 2 Corinthians                   | Morumbi              | 08/12/1993 | Campeonato Brasileiro                   |
| Corinthians 3 X 2 Santos                   | Morumbi              | 20/11/1993 | Campeonato Brasileiro                   |
| Corinthians 0 X 0 Santos                   | Pacaembu             | 26/05/1993 | Campeonato Paulista                     |
| Santos 1 X 2 Corinthians                   | Morumbi              | 16/05/1993 | Campeonato Paulista                     |
| Santos 2 X 5 Corinthians                   | Morumbi              | 21/03/1993 | Campeonato Paulista                     |
| Corinthians 0 X 1 Santos                   | Pacaembu             | 31/01/1993 | Campeonato Paulista                     |
| Corinthians 1 X 3 Santos                   | Morumbi              | 25/10/1992 | Campeonato Paulista                     |
| Santos 1 X 1 Corinthians                   | Pacaembu             | 09/08/1992 | Campeonato Paulista                     |
| Corinthians 1 X 1 Santos                   | Pacaembu             | 02/02/1992 | Campeonato Brasileiro                   |
| Santos 0 X 0 Corinthians                   | Pacaembu             | 29/09/1991 | Campeonato Paulista                     |
| Corinthians 0 X 0 Santos                   | Pacaembu             | 18/08/1991 | Campeonato Paulista                     |
| Corinthians 2 X 0 Santos                   | Pacaembu             | 06/03/1991 | Campeonato Brasileiro                   |
| Corinthians 1 X 0 Santos                   | Pacaembu             | 04/11/1990 | Campeonato Brasileiro                   |
| Corinthians 0 X 0 Santos                   | Pacaembu             | 12/08/1990 | Campeonato Paulista                     |
| Santos 1 X 3 Corinthians                   | Morumbi              | 15/07/1990 | Campeonato Paulista                     |
| Corinthians 1 X 0 Santos                   | Pacaembu             | 22/04/1990 | Campeonato Paulista                     |
| Corinthians 0 X 0 Santos                   | Morumbi              | 29/10/1989 | Campeonato Brasileiro                   |
| Santos 1 X 3 Corinthians                   | Morumbi              | 18/06/1989 | Campeonato Paulista                     |
| Corinthians 0 X 0 Santos                   | Morumbi              | 04/06/1989 | Campeonato Paulista                     |
| Santos 0 X 0 Corinthians                   | Pacaembu             | 11/05/1989 | Campeonato Paulista                     |
| Corinthians 1 X 2 Santos                   | Pacaembu             | 14/12/1988 | Campeonato Brasileiro                   |
| Corinthians 2 X 0 Santos                   | Pacaembu             | 17/07/1988 | Campeonato Paulista                     |
| Santos 2 X 3 Corinthians                   | Morumbi              | 03/07/1988 | Campeonato Paulista                     |
| Corinthians 3 X 0 Santos                   | Pacaembu             | 03/04/1988 | Campeonato Paulista                     |
| Corinthians 1 X 0 Santos                   | Pacaembu             | 21/02/1988 | Amistoso                                |
| Corinthians 0 X 0 Santos                   | Pacaembu             | 27/09/1987 | Campeonato Brasileiro                   |
| Santos 0 X 0 Corinthians                   | Morumbi              | 22/08/1987 | Campeonato Paulista                     |
| Corinthians 5 X 1 Santos                   | Morumbi              | 16/08/1987 | Campeonato Paulista                     |
| Corinthians 2 X 0 Santos                   | Morumbi              | 07/06/1987 | Campeonato Paulista                     |
| Santos 0 X 0 Corinthians                   | Pacaembu             | 03/05/1987 | Campeonato Paulista                     |
| Santos 0 X 2 Corinthians                   | Vila Belmiro         | 26/07/1986 | Campeonato Paulista                     |
| Corinthians 0 X 1 Santos                   | Pacaembu             | 20/04/1986 | Campeonato Paulista                     |
| Santos 0 X 2 Corinthians                   | Vila Belmiro         | 19/01/1986 | Torneio Internacional de Verão          |
| Corinthians 2 X 1 Santos                   | Morumbi              | 17/11/1985 | Campeonato Paulista                     |
| Santos 2 X 2 Corinthians                   | Pacaembu             | 11/08/1985 | Campeonato Paulista                     |
| Santos 0 X 0 Corinthians                   | Pacaembu             | 24/03/1985 | Campeonato Brasileiro                   |
| Corinthians 1 X 0 Santos                   | Morumbi              | 10/02/1985 | Campeonato Brasileiro                   |
| Corinthians 0 X 1 Santos                   | Morumbi              | 02/12/1984 | Campeonato Paulista                     |
| Corinthians 0 X 0 Santos                   | Morumbi              | 16/09/1984 | Campeonato Paulista                     |
| Corinthians 0 X 0 Santos                   | Morumbi              | 27/11/1983 | Campeonato Paulista                     |
| Santos 1 X 1 Corinthians                   | Morumbi              | 13/11/1983 | Campeonato Paulista                     |
| Corinthians 0 X 2 Santos                   | Morumbi              | 23/10/1983 | Campeonato Paulista                     |
| Santos 0 X 0 Corinthians                   | Morumbi              | 31/07/1983 | Campeonato Paulista                     |
| Corinthians 1 X 0 Santos                   | Morumbi              | 21/11/1982 | Campeonato Paulista                     |
| Santos 0 X 1 Corinthians                   | Morumbi              | 22/08/1982 | Campeonato Paulista                     |
| Santos 2 X 2 Corinthians                   | Morumbi              | 27/09/1981 | Campeonato Paulista                     |
| Corinthians 2 X 0 Santos                   | Morumbi              | 31/05/1981 | Campeonato Paulista                     |
| Santos 0 X 3 Corinthians                   | Morumbi              | 05/10/1980 | Campeonato Paulista                     |
| Corinthians 1 X 1 Santos                   | Morumbi              | 06/07/1980 | Campeonato Paulista                     |
| Corinthians 0 X 0 Santos                   | Morumbi              | 23/09/1979 | Campeonato Paulista                     |
| Santos 0 X 1 Corinthians                   | Morumbi              | 15/07/1979 | Campeonato Paulista                     |
| Santos 0 X 1 Corinthians                   | Morumbi              | 10/06/1979 | Campeonato Paulista                     |
| Corinthians 2 X 1 Santos                   | Morumbi              | 11/02/1979 | Campeonato Paulista                     |
| Corinthians 1 X 0 Santos                   | Morumbi              | 26/11/1978 | Campeonato Paulista                     |
| Santos 1 X 1 Corinthians                   | Morumbi              | 20/08/1978 | Campeonato Paulista                     |
| Corinthians 0 X 0 Santos                   | Morumbi              | 08/04/1978 | Campeonato Brasileiro                   |
| Corinthians 1 X 1 Santos                   | Morumbi              | 29/01/1978 | Campeonato Brasileiro                   |
| Santos 2 X 2 Corinthians                   | Morumbi              | 04/09/1977 | Campeonato Paulista                     |
| Santos 2 X 2 Corinthians                   | Morumbi              | 04/08/1977 | Taça Governador do Estado               |
| Santos 0 X 4 Corinthians                   | Morumbi              | 29/05/1977 | Campeonato Paulista                     |
| Corinthians 1 X 1 Santos                   | Morumbi              | 20/03/1977 | Campeonato Paulista                     |
| Santos 0 X 0 Corinthians                   | Vila Belmiro         | 13/06/1976 | Campeonato Paulista                     |
| Santos 1 X 0 Corinthians                   | Vila Belmiro         | 08/02/1976 | Taça Governador do Estado               |
| Corinthians 0 X 2 Santos                   | Morumbi              | 31/07/1975 | Campeonato Paulista                     |
| Corinthians 1 X 0 Santos                   | Pacaembu             | 13/07/1975 | Campeonato Paulista                     |
| Santos 0 X 0 Corinthians                   | Morumbi              | 20/04/1975 | Campeonato Paulista                     |
| Santos 2 X 0 Corinthians                   | Pacaembu             | 20/02/1975 | Torneio Laudo Natel                     |
| Corinthians 1 X 0 Santos                   | Pacaembu             | 17/11/1974 | Campeonato Paulista                     |
| Santos 0 X 1 Corinthians                   | Pacaembu             | 29/09/1974 | Campeonato Paulista                     |
| Corinthians 1 X 1 Santos                   | Pacaembu             | 18/05/1974 | Campeonato Brasileiro                   |
| Corinthians 1 X 0 Santos                   | Pacaembu             | 24/11/1973 | Campeonato Brasileiro                   |
| Santos 1 X 1 Corinthians                   | Morumbi              | 22/07/1973 | Campeonato Paulista                     |
| Santos 3 X 0 Corinthians                   | Morumbi              | 29/04/1973 | Campeonato Paulista                     |
| Santos 4 X 0 Corinthians                   | Morumbi              | 26/11/1972 | Campeonato Brasileiro                   |
| Corinthians 1 X 0 Santos                   | Pacaembu             | 30/08/1972 | Campeonato Paulista                     |
| Santos 1 X 1 Corinthians                   | Morumbi              | 14/05/1972 | Campeonato Paulista                     |
| Corinthians 1 X 1 Santos                   | Pacaembu             | 30/10/1971 | Campeonato Brasileiro                   |
| Corinthians 3 X 3 Santos                   | Pacaembu             | 20/06/1971 | Campeonato Paulista                     |
| Santos 2 X 4 Corinthians                   | Vila Belmiro         | 11/04/1971 | Campeonato Paulista                     |
| Santos 0 X 2 Corinthians                   | Pacaembu             | 01/11/1970 | Roberto Gomes Pedrosa                   |
| Santos 1 X 1 Corinthians                   | Morumbi              | 30/08/1970 | Campeonato Paulista                     |
| Corinthians 2 X 2 Santos                   | Morumbi              | 02/08/1970 | Campeonato Paulista                     |
| Santos 1 X 1 Corinthians                   | Parque Antártica     | 18/04/1970 | Taça São Paulo                          |
| Corinthians 1 X 0 Santos                   | Morumbi              | 18/04/1970 | Taça São Paulo                          |
| Corinthians 4 X 1 Santos                   | Pacaembu             | 04/11/1969 | Campeonato Brasileiro                   |
| Santos 1 X 1 Corinthians                   | Pacaembu             | 19/10/1969 | Campeonato Brasileiro                   |
| Santos 3 X 1 Corinthians                   | Morumbi              | 08/06/1969 | Campeonato Paulista                     |
| Corinthians 1 X 1 Santos                   | Morumbi              | 25/05/1969 | Campeonato Paulista                     |
| Santos 0 X 2 Corinthians                   | Morumbi              | 13/04/1969 | Campeonato Paulista                     |
| Corinthians 0 X 1 Santos                   | Parque Antárctica    | 12/01/1969 | Torneio Início Paulista                 |
| Santos 2 X 1 Corinthians                   | Morumbi              | 06/10/1968 | Campeonato Brasileiro                   |
| Santos 2 X 0 Corinthians                   | Morumbi              | 21/04/1968 | Campeonato Paulista                     |
| Corinthians 2 X 0 Santos                   | Pacaembu             | 06/03/1968 | Campeonato Paulista                     |
| Santos 2 X 1 Corinthians                   | Morumbi              | 10/12/1967 | Campeonato Paulista                     |
| Corinthians 1 X 2 Santos                   | Morumbi              | 10/09/1967 | Campeonato Paulista                     |
| Corinthians 1 X 1 Santos                   | Pacaembu             | 13/05/1967 | Campeonato Brasileiro                   |
| Corinthians 1 X 1 Santos                   | Pacaembu             | 17/12/1966 | Campeonato Paulista                     |
| Santos 3 X 0 Corinthians                   | Pacaembu             | 08/10/1966 | Campeonato Paulista                     |
| Corinthians 0 X 0 Santos                   | Pacaembu             | 27/03/1966 | Torneio Rio-São Paulo                   |
| Santos 4 X 2 Corinthians                   | Morumbi              | 14/11/1965 | Campeonato Paulista                     |
| Corinthians 3 X 4 Santos                   | Morumbi              | 29/08/1965 | Campeonato Paulista                     |
| Corinthians 4 X 4 Santos                   | Pacaembu             | 15/04/1965 | Torneio Rio-São Paulo                   |
| Corinthians 4 X 7 Santos                   | Pacaembu             | 06/12/1964 | Campeonato Paulista                     |
| Santos 1 X 1 Corinthians                   | Pacaembu             | 30/09/1964 | Campeonato Paulista                     |
| Santos 0 X 0 Corinthians                   | Vila Belmiro         | 20/09/1964 | Campeonato Paulista                     |
| Santos 3 X 0 Corinthians                   | Pacaembu             | 18/03/1964 | Torneio Rio-São Paulo                   |
| Corinthians 2 X 2 Santos                   | Pacaembu             | 14/12/1963 | Campeonato Paulista                     |
| Santos 3 X 1 Corinthians                   | Pacaembu             | 22/09/1963 | Campeonato Paulista                     |
| Santos 2 X 0 Corinthians                   | Pacaembu             | 03/03/1963 | Torneio Rio-São Paulo                   |
| Corinthians 1 X 2 Santos                   | Parque São Jorge     | 04/11/1962 | Campeonato Paulista                     |
| Santos 6 X 2 Corinthians                   | Vila Belmiro         | 23/09/1962 | Campeonato Paulista                     |
| Santos 3 X 3 Corinthians                   | Vila Belmiro         | 21/06/1962 | Taça São Paulo                          |
| Corinthians 3 X 1 Santos                   | Parque São Jorge     | 16/06/1962 | Taça São Paulo                          |
| Santos 1 X 1 Corinthians                   | Vila Belmiro         | 03/12/1961 | Campeonato Paulista                     |
| Corinthians 1 X 5 Santos                   | Pacaembu             | 16/08/1961 | Campeonato Paulista                     |
| Corinthians 2 X 0 Santos                   | Pacaembu             | 29/03/1961 | Torneio Rio-São Paulo                   |
| Corinthians 1 X 6 Santos                   | Pacaembu             | 30/11/1960 | Campeonato Paulista                     |
| Santos 1 X 1 Corinthians                   | Vila Belmiro         | 31/07/1960 | Campeonato Paulista                     |
| Corinthians 2 X 1 Santos                   | Pacaembu             | 31/03/1960 | Torneio Rio-São Paulo                   |
| Santos 4 X 1 Corinthians                   | Vila Belmiro         | 27/12/1959 | Campeonato Paulista                     |
| Corinthians 2 X 3 Santos                   | Pacaembu             | 26/08/1959 | Campeonato Paulista                     |
| Santos 3 X 2 Corinthians                   | Pacaembu             | 30/04/1959 | Torneio Rio-São Paulo                   |
| Santos 6 X 1 Corinthians                   | Vila Belmiro         | 07/12/1958 | Campeonato Paulista                     |
| Corinthians 0 X 1 Santos                   | Pacaembu             | 14/09/1958 | Campeonato Paulista                     |
| Santos x WO Corinthians                    | Pacaembu             | 16/04/1958 | Torneio Charles Miller                  |
| Corinthians 2 x 2 Santos                   | Pacaembu             | 13/04/1958 | Torneio Charles Miller                  |
| Corinthians 2 X 1 Santos                   | Pacaembu             | 27/03/1958 | Torneio Rio-São Paulo                   |
| Santos 1 X 0 Corinthians                   | Vila Belmiro         | 22/12/1957 | Campeonato Paulista                     |
| Corinthians 3 X 3 Santos                   | Pacaembu             | 03/11/1957 | Campeonato Paulista                     |
| Corinthians 2 X 1 Santos                   | Pacaembu             | 21/07/1957 | Campeonato Paulista                     |
| Santos 1 X 1 Corinthians                   | Pacaembu             | 01/05/1957 | Torneio Rio-São Paulo                   |
| Santos 5 X 3 Corinthians                   | Vila Belmiro         | 11/04/1957 | Amistoso                                |
| Corinthians 1 X 2 Santos                   | Pacaembu             | 29/12/1956 | Campeonato Paulista                     |
| Santos 0 X 4 Corinthians                   | Vila Belmiro         | 11/11/1956 | Campeonato Paulista                     |
| Santos 3 X 3 Corinthians                   | Vila Belmiro         | 29/07/1956 | Campeonato Paulista                     |
| Corinthians 4 X 3 Santos                   | Pacaembu             | 04/07/1956 | Copa do Atlântico                       |
| Corinthians 0 X 0 Santos                   | Pacaembu             | 22/04/1956 | Torneio Rio-São Paulo                   |
| Santos 4 X 2 Corinthians                   | Pacaembu             | 04/04/1956 | Amistoso                                |
| Santos 2 X 3 Corinthians                   | Vila Belmiro         | 08/01/1956 | Campeonato Paulista                     |
| Corinthians 2 X 2 Santos                   | Pacaembu             | 28/08/1955 | Campeonato Paulista                     |
| Corinthians 2 X 1 Santos                   | Pacaembu             | 21/04/1955 | Torneio Rio-São Paulo                   |
| Santos 4 X 1 Corinthians                   | Vila Belmiro         | 30/01/1955 | Campeonato Paulista                     |
| Corinthians 0 X 2 Santos                   | Pacaembu             | 24/10/1954 | Campeonato Paulista                     |
| Santos 2 X 0 Corinthians                   | Pacaembu             | 29/06/1954 | Torneio Rio-São Paulo                   |
| Corinthians 3 X 2 Santos                   | Pacaembu             | 20/12/1953 | Campeonato Paulista                     |
| Santos 1 X 2 Corinthians                   | Vila Belmiro         | 06/09/1953 | Campeonato Paulista                     |
| Corinthians 3 X 1 Santos                   | Pacaembu             | 09/05/1953 | Torneio Rio-São Paulo                   |
| Corinthians 4 X 1 Santos                   | Pacaembu             | 04/01/1953 | Campeonato Paulista                     |
| Santos 2 X 3 Corinthians                   | Vila Belmiro         | 28/09/1952 | Campeonato Paulista                     |
| Santos 3 X 3 Corinthians                   | Vila Belmiro         | 10/08/1952 | Taça Santos                             |
| Santos 4 X 2 Corinthians                   | Pacaembu             | 21/02/1952 | Torneio Rio-São Paulo                   |
| Santos 2 X 4 Corinthians                   | Vila Belmiro         | 06/01/1952 | Campeonato Paulista                     |
| Corinthians 4 X 1 Santos                   | Pacaembu             | 16/09/1951 | Campeonato Paulista                     |
| Santos 2 X 1 Corinthians                   | Vila Belmiro         | 26/11/1950 | Campeonato Paulista                     |
| Corinthians 2 X 2 Santos                   | Parque São Jorge     | 14/10/1950 | Campeonato Paulista                     |
| Santos 3 X 4 Corinthians                   | Vila Belmiro         | 09/08/1950 | Amistoso                                |
| Corinthians 0 X 0 Santos                   | Parque São Jorge     | 16/10/1949 | Campeonato Paulista                     |
| Santos 2 X 1 Corinthians                   | Vila Belmiro         | 24/07/1949 | Campeonato Paulista                     |
| Santos 2 X 1 Corinthians                   | Vila Belmiro         | 06/04/1949 | Amistoso                                |
| Corinthians 2 X 3 Santos                   | Pacaembu             | 31/10/1948 | Campeonato Paulista                     |
| Santos 3 X 2 Corinthians                   | Vila Belmiro         | 04/07/1948 | Campeonato Paulista                     |
| Corinthians 1 X 2 Santos                   | Pacaembu             | 12/05/1948 | Taça das Taças                          |
| Corinthians 3 X 0 Santos                   | Pacaembu             | 31/10/1947 | Campeonato Paulista                     |
| Santos 2 X 3 Corinthians                   | Vila Belmiro         | 25/05/1947 | Campeonato Paulista                     |
| Santos 1 X 2 Corinthians                   | Vila Belmiro         | 11/08/1946 | Campeonato Paulista                     |
| Corinthians 3 X 3 Santos                   | Pacaembu             | 18/07/1946 | Amistoso                                |
| Corinthians 4 X 2 Santos                   | Parque São Jorge     | 27/04/1946 | Campeonato Paulista                     |
| Santos 2 X 1 Corinthians                   | Vila Belmiro         | 09/09/1945 | Campeonato Paulista                     |
| Corinthians 3 X 0 Santos                   | Parque São Jorge     | 03/06/1945 | Campeonato Paulista                     |
| Corinthians 2 X 1 Santos                   | Parque São Jorge     | 30/07/1944 | Campeonato Paulista                     |
| Santos 1 X 1 Corinthians                   | Vila Belmiro         | 11/06/1944 | Campeonato Paulista                     |
| Corinthians 1 X 2 Santos                   | Parque São Jorge     | 16/01/1944 | Amistoso                                |
| Santos 1 X 0 Corinthians                   | Pacaembu             | 07/11/1943 | Amistoso                                |
| Santos 2 X 5 Corinthians                   | Vila Belmiro         | 08/08/1943 | Campeonato Paulista                     |
| Corinthians 2 X 1 Santos                   | Parque São Jorge     | 18/04/1943 | Campeonato Paulista                     |
| Corinthians 6 X 2 Santos                   | Parque São Jorge     | 26/07/1942 | Campeonato Paulista                     |
| Santos 2 X 2 Corinthians                   | Vila Belmiro         | 26/04/1942 | Campeonato Paulista                     |
| Corinthians 0 X 1 Santos                   | Pacaembu             | 01/03/1942 | Torneio Início Paulista                 |
| Santos 2 X 3 Corinthians                   | Vila Belmiro         | 28/09/1941 | Campeonato Paulista                     |
| Corinthians 7 X 0 Santos                   | Parque São Jorge     | 01/06/1941 | Campeonato Paulista                     |
| Santos 1 X 0 Corinthians                   | Vila Belmiro         | 19/02/1941 | Amistoso                                |
| Santos 2 X 4 Corinthians                   | Vila Belmiro         | 17/11/1940 | Campeonato Paulista                     |
| Corinthians 4 X 1 Santos                   | Parque São Jorge     | 28/07/1940 | Campeonato Paulista                     |
| Corinthians 4 X 1 Santos                   | Parque São Jorge     | 31/12/1939 | Campeonato Paulista                     |
| Santos 0 X 0 Corinthians                   | Vila Belmiro         | 13/08/1939 | Campeonato Paulista                     |
| Santos 1 X 2 Corinthians                   | Vila Belmiro         | 08/01/1939 | Campeonato Paulista                     |
| Santos 2 X 3 Corinthians                   | Vila Belmiro         | 06/11/1938 | Amistoso                                |
| Corinthians 3 X 0 Santos                   | Parque São Jorge     | 11/09/1938 | Amistoso                                |
| Santos 0 X 2 Corinthians                   | Vila Belmiro         | 17/07/1938 | Campeonato Paulista Extra               |
| Corinthians 1 X 0 Santos                   | Parque São Jorge     | 05/06/1938 | Campeonato Paulista Extra               |
| Santos 1 X 0 Corinthians                   | Vila Belmiro         | 09/01/1938 | Amistoso                                |
| Corinthians 1 X 0 Santos                   | Parque São Jorge     | 24/10/1937 | Campeonato Paulista                     |
| Santos 2 X 2 Corinthians                   | Vila Belmiro         | 25/07/1937 | Campeonato Paulista                     |
| Corinthians 0 X 1 Santos                   | Parque Antárctica    | 06/06/1937 | Torneio Início Paulista                 |
| Santos 3 X 2 Corinthians                   | Vila Belmiro         | 11/04/1937 | Campeonato Paulista                     |
| Corinthians 5 X 1 Santos                   | Parque São Jorge     | 24/05/1936 | Campeonato Paulista                     |
| Santos 1 X 2 Corinthians                   | Vila Belmiro         | 09/02/1936 | Amistoso                                |
| Corinthians 0 X 2 Santos                   | Parque São Jorge     | 17/11/1935 | Campeonato Paulista                     |
| Corinthians SQ 0 X 2 Santos SQ             | Parque São Jorge     | 17/11/1935 | Campeonato Paulista de Segundos Quadros |
| Santos 1 X 2 Corinthians                   | Vila Belmiro         | 30/06/1935 | Campeonato Paulista                     |
| Corinthians 5 X 2 Santos                   | Parque São Jorge     | 28/04/1935 | Amistoso                                |
| Santos 3 X 2 Corinthians                   | Vila Belmiro         | 10/03/1935 | Taça Capitão Fagundes                   |
| Santos X WO Corinthians                    | Vila Belmiro         | 09/12/1934 | Torneio Extra                           |
| Corinthians 1 X 0 Santos                   | Parque São Jorge     | 21/10/1934 | Torneio Extra                           |
| Santos 0 X 3 Corinthians                   | Vila Belmiro         | 22/07/1934 | Campeonato Paulista                     |
| Corinthians 3 X 0 Santos                   | Parque São Jorge     | 22/04/1934 | Campeonato Paulista                     |
| Santos 3 X 4 Corinthians                   | Vila Belmiro         | 14/01/1934 | Amistoso                                |
| Corinthians 0 X 6 Santos                   | Vila Belmiro         | 24/09/1933 | Campeonato Paulista/Torneio RioxSP      |
| Santos 3 X 3 Corinthians                   | Parque São Jorge     | 25/06/1933 | Campeonato Paulista/Torneio RioxSP      |
| Santos 3 X 5 Corinthians                   | Vila Belmiro         | 18/12/1932 | Amistoso                                |
| Santos 7 X 1 Corinthians                   | Vila Belmiro         | 08/05/1932 | Campeonato Paulista                     |
| Corinthians 0 X 2 Santos                   | Chácara da Floresta  | 24/04/1932 | Torneio Início Paulista                 |
| Santos 1 X 1 Corinthians                   | Vila Belmiro         | 29/11/1931 | Campeonato Paulista                     |
| Corinthians 2 X 3 Santos                   | Parque São Jorge     | 17/05/1931 | Campeonato Paulista                     |
| Corinthians 6 X 2 Santos                   | Parque Antártica     | 08/03/1931 | Taça Ministro do Chile                  |
| Santos 2 X 5 Corinthians                   | Vila Belmiro         | 04/01/1931 | Campeonato Paulista                     |
| Corinthians 2 X 0 Santos                   | Parque São Jorge     | 18/05/1930 | Campeonato Paulista                     |
| Corinthians 4 X 1 Santos                   | Parque São Jorge     | 06/10/1929 | Campeonato Paulista                     |
| Santos 2 X 2 (WO) Corinthians              | Vila Belmiro         | 14/07/1929 | Amistoso                                |
| Santos/São Paulo Railway 5 X 1 Corinthians | Vila Belmiro         | 30/12/1928 | Amistoso                                |
| Corinthians 2 X 3 Santos                   | Parque São Jorge     | 11/11/1928 | Campeonato Paulista                     |
| Santos 1(1) X (0)1 Corinthians             | Vila Belmiro         | 12/10/1928 | Taça Ministro das Relações Exteriores   |
| Santos 1 X 3 Corinthians                   | Vila Belmiro         | 19/08/1928 | Campeonato Paulista                     |
| Corinthians 1 X 2 Santos                   | Parque Antárctica    | 27/05/1928 | Torneio Início Paulista                 |
| Santos 1 X 0 Corinthians                   | Vila Belmiro         | 26/02/1928 | Campeonato Paulista                     |
| Corinthians 4 X 4 Santos                   | Vila Belmiro         | 08/01/1928 | Amistoso                                |
| Corinthians 3 X 8 Santos                   | Parque Antártica     | 04/09/1927 | Campeonato Paulista                     |
| Santos 2 X 3 Corinthians                   | Vila Belmiro         | 22/08/1926 | Campeonato Paulista                     |
| Corinthians 3 X 1 Santos                   | Ponte Grande         | 27/12/1925 | Amistoso                                |
| Santos 2 X 1 Corinthians                   | Vila Belmiro         | 22/11/1925 | Amistoso                                |
| Santos 1 X 0 Corinthians                   | Vila Belmiro         | 21/04/1925 | Campeonato Paulista                     |
| Santos 2 X 0 Corinthians                   | Vila Belmiro         | 12/10/1924 | Campeonato Paulista                     |
| Corinthians 6 X 1 Santos                   | Ponte Grande         | 08/06/1924 | Campeonato Paulista                     |
| Santos 1 X 2 Corinthians                   | Vila Belmiro         | 16/03/1924 | Amistoso                                |
| Corinthians 3 X 1 Santos                   | Ponte Grande         | 24/06/1923 | Campeonato Paulista                     |
| Corinthians 6 X 2 Santos                   | Ponte Grande         | 19/11/1922 | Campeonato Paulista                     |
| Santos 3 X 3 Corinthians                   | Vila Belmiro         | 30/10/1921 | Campeonato Paulista                     |
| Corinthians 6 X 1 Santos                   | Ponte Grande         | 05/06/1921 | Campeonato Paulista                     |
| Santos 0 X 11 Corinthians                  | Vila Belmiro         | 11/07/1920 | Campeonato Paulista                     |
| Corinthians 5 X 0 Santos                   | Ponte Grande         | 21/09/1919 | Campeonato Paulista                     |
| Santos 1 X 0 Corinthians                   | Vila Belmiro         | 29/06/1919 | Campeonato Paulista                     |
| Santos 4 X 2 Corinthians                   | Vila Belmiro         | 18/08/1918 | Campeonato Paulista                     |
| Corinthians 2 X 2 Santos                   | Ponte Grande         | 07/04/1918 | Campeonato Paulista                     |
| Corinthians 2 X 3 Santos                   | Parque Antárctica    | 11/11/1917 | Campeonato Paulista                     |
| Santos 0 X 3 Corinthians                   | Vila Belmiro         | 26/08/1917 | Amistoso                                |
| Santos 3 X 3 Corinthians                   | Vila Belmiro         | 10/06/1917 | Campeonato Paulista                     |
| Corinthians 0 X 0 Santos                   | Campo do Macuco      | 30/08/1914 | Amistoso                                |
| Corinthians 3 X 6 Santos                   | Parque Antárctica    | 22/06/1913 | Campeonato Paulista                     |

Primeira partida
| 06 de março de 1913 | Santos | 6 x 3 | Corinthians | Campo do Parque Antártica, (SP) |
|                     |        |       |             | Árbitro: Haroldo Cross          |

Última partida
| 18 de Maio de 2025 | Corinthians  | 1 x 0 | Santos | Neo Química Arena, São Paulo                                     |
| 16:00              | Yuri Alberto |       |        | Público: 46,932 Renda: R$ 3.429.158,00 Árbitro: SP Raphael Claus |

| Estatísticas na Vila Belmiro |     |
| Jogos                        | 121 |
| Vitórias do Santos           | 58  |
| Vitórias do Corinthians      | 38  |
| Empates                      | 25  |
| Gols do Santos               | 231 |
| Gols do Corinthians          | 198 |

| Partidas na Vila Belmiro                   |            |                           |
| Santos 1 x 0 Corinthians                   | 07/02/2024 | Campeonato Paulista       |
| Santos 0 x 2 Corinthians                   | 21/06/2023 | Campeonato Brasileiro     |
| Santos 2 x 2 Corinthians                   | 26/02/2023 | Campeonato Paulista       |
| Santos 0 x 1 Corinthians                   | 22/10/2022 | Campeonato Brasileiro     |
| Santos 1 x 0 Corinthians                   | 13/07/2022 | Copa do Brasil            |
| Santos 0 x 0 Corinthians                   | 08/08/2021 | Campeonato Brasileiro     |
| Santos 0 x 2 Corinthians                   | 25/04/2021 | Campeonato Paulista       |
| Santos 1 x 0 Corinthians                   | 17/02/2021 | Campeonato Brasileiro     |
| Santos 1 x 0 Corinthians                   | 12/06/2019 | Campeonato Brasileiro     |
| Santos 2 x 0 Corinthians                   | 10/09/2017 | Campeonato Brasileiro     |
| Santos 2 x 1 Corinthians                   | 11/09/2016 | Campeonato Brasileiro     |
| Santos 2 x 0 Corinthians                   | 06/03/2016 | Campeonato Paulista       |
| Santos 2 x 0 Corinthians                   | 19/08/2015 | Copa do Brasil            |
| Santos 1 X 0 Corinthians                   | 20/06/2015 | Campeonato Brasileiro     |
| Santos 0 X 1 Corinthians                   | 10/08/2014 | Campeonato Brasileiro     |
| Santos 5 X 1 Corinthians                   | 29/01/2014 | Campeonato Paulista       |
| Santos 1 X 1 Corinthians                   | 07/08/2013 | Campeonato Brasileiro     |
| Santos 1 X 1 Corinthians                   | 19/05/2013 | Campeonato Paulista       |
| Santos 3 X 2 Corinthians                   | 19/08/2012 | Campeonato Brasileiro     |
| Santos 0 X 1 Corinthians                   | 20/06/2012 | Copa Libertadores         |
| Santos 1 X 0 Corinthians                   | 04/03/2012 | Campeonato Paulista       |
| Santos 0 X 0 Corinthians                   | 10/08/2011 | Campeonato Brasileiro     |
| Santos 2 X 1 Corinthians                   | 15/05/2011 | Campeonato Paulista       |
| Santos 2 X 3 Corinthians                   | 22/09/2010 | Campeonato Brasileiro     |
| Santos 2 X 1 Corinthians                   | 28/02/2010 | Campeonato Paulista       |
| Santos 3 X 1 Corinthians                   | 31/05/2009 | Campeonato Brasileiro     |
| Santos 1 X 3 Corinthians                   | 26/04/2009 | Campeonato Paulista       |
| Santos 2 X 1 Corinthians                   | 26/03/2008 | Campeonato Paulista       |
| Santos 1 X 1 Corinthians                   | 03/06/2007 | Campeonato Brasileiro     |
| Santos 2 X 1 Corinthians                   | 28/03/2007 | Campeonato Paulista       |
| Santos 2 X 0 Corinthians                   | 28/05/2006 | Campeonato Brasileiro     |
| Santos 2 X 3 Corinthians                   | 13/10/2005 | Campeonato Brasileiro     |
| Santos 4 X 2 Corinthians                   | 31/07/2005 | Campeonato Brasileiro     |
| Santos 3 X 0 Corinthians                   | 13/02/2005 | Campeonato Paulista       |
| Santos 1 X 1 Corinthians                   | 06/10/2004 | Campeonato Brasileiro     |
| Santos 3 X 1 Corinthians                   | 02/11/2003 | Campeonato Brasileiro     |
| Santos 3 X 1 Corinthians                   | 27/07/2002 | Amistoso                  |
| Santos 1 X 0 Corinthians                   | 30/01/2002 | Torneio Rio-São Paulo     |
| Santos 0 X 2 Corinthians                   | 28/10/2001 | Campeonato Brasileiro     |
| Santos 1 X 4 Corinthians                   | 13/10/1999 | Campeonato Brasileiro     |
| Santos 4 X 2 Corinthians                   | 25/04/1999 | Campeonato Paulista       |
| Santos 2 X 1 Corinthians                   | 29/11/1998 | Campeonato Brasileiro     |
| Santos 1 X 0 Corinthians                   | 14/10/1997 | Campeonato Brasileiro     |
| Santos 2 X 0 Corinthians                   | 10/05/1997 | Campeonato Paulista       |
| Santos 2 X 2 Corinthians                   | 11/02/1996 | Campeonato Paulista       |
| Santos 3 X 1 Corinthians                   | 24/01/1996 | Amistoso                  |
| Santos 3 X 0 Corinthians                   | 19/11/1995 | Campeonato Brasileiro     |
| Santos 3 X 1 Corinthians                   | 30/04/1995 | Campeonato Paulista       |
| Santos 0 X 2 Corinthians                   | 26/07/1986 | Campeonato Paulista       |
| Santos 0 X 2 Corinthians                   | 19/01/1986 | Amistoso                  |
| Santos 0 X 0 Corinthians                   | 13/06/1976 | Campeonato Paulista       |
| Santos 1 X 0 Corinthians                   | 08/02/1976 | Amistoso                  |
| Santos 2 X 4 Corinthians                   | 11/04/1971 | Campeonato Paulista       |
| Santos 0 X 0 Corinthians                   | 20/09/1964 | Campeonato Paulista       |
| Santos 6 X 2 Corinthians                   | 23/09/1962 | Campeonato Paulista       |
| Santos 3 X 3 Corinthians                   | 21/06/1962 | Taça São Paulo            |
| Santos 1 X 1 Corinthians                   | 03/12/1961 | Campeonato Paulista       |
| Santos 1 X 1 Corinthians                   | 31/07/1960 | Campeonato Paulista       |
| Santos 4 X 1 Corinthians                   | 27/12/1959 | Campeonato Paulista       |
| Santos 6 X 1 Corinthians                   | 07/12/1958 | Campeonato Paulista       |
| Santos 1 X 0 Corinthians                   | 22/12/1957 | Campeonato Paulista       |
| Santos 5 X 3 Corinthians                   | 11/04/1957 | Amistoso                  |
| Santos 0 X 4 Corinthians                   | 11/11/1956 | Campeonato Paulista       |
| Santos 3 X 3 Corinthians                   | 29/07/1956 | Campeonato Paulista       |
| Santos 2 X 3 Corinthians                   | 08/01/1956 | Campeonato Paulista       |
| Santos 4 X 1 Corinthians                   | 30/01/1955 | Campeonato Paulista       |
| Santos 1 X 2 Corinthians                   | 06/09/1953 | Campeonato Paulista       |
| Santos 2 X 3 Corinthians                   | 28/09/1952 | Campeonato Paulista       |
| Santos 3 X 3 Corinthians                   | 10/08/1952 | Amistoso                  |
| Santos 2 X 4 Corinthians                   | 06/01/1952 | Campeonato Paulista       |
| Santos 2 X 1 Corinthians                   | 26/11/1950 | Campeonato Paulista       |
| Santos 3 X 4 Corinthians                   | 09/98/1950 | Amistoso                  |
| Santos 2 X 1 Corinthians                   | 24/07/1949 | Campeonato Paulista       |
| Santos 2 X 1 Corinthians                   | 06/04/1949 | Amistoso                  |
| Santos 3 X 2 Corinthians                   | 04/07/1948 | Campeonato Paulista       |
| Santos 2 X 3 Corinthians                   | 25/05/1947 | Campeonato Paulista       |
| Santos 1 X 2 Corinthians                   | 11/08/1946 | Campeonato Paulista       |
| Santos 2 X 1 Corinthians                   | 09/09/1945 | Campeonato Paulista       |
| Santos 1 X 1 Corinthians                   | 11/06/1944 | Campeonato Paulista       |
| Santos 2 X 5 Corinthians                   | 08/08/1943 | Campeonato Paulista       |
| Santos 2 X 2 Corinthians                   | 26/04/1942 | Campeonato Paulista       |
| Santos 2 X 3 Corinthians                   | 28/09/1941 | Campeonato Paulista       |
| Santos 1 X 0 Corinthians                   | 19/02/1941 | Amistoso                  |
| Santos 2 X 4 Corinthians                   | 17/11/1940 | Campeonato Paulista       |
| Santos 0 X 0 Corinthians                   | 13/08/1939 | Campeonato Paulista       |
| Santos 1 X 2 Corinthians                   | 08/01/1939 | Campeonato Paulista       |
| Santos 2 X 3 Corinthians                   | 06/11/1938 | Amistoso                  |
| Santos 0 X 2 Corinthians                   | 17/07/1938 | Campeonato Paulista Extra |
| Santos 1 X 0 Corinthians                   | 09/01/1938 | Amistoso                  |
| Santos 2 X 2 Corinthians                   | 25/07/1937 | Campeonato Paulista       |
| Santos 3 X 2 Corinthians                   | 11/04/1937 | Campeonato Paulista       |
| Santos 1 X 2 Corinthians                   | 09/02/1936 | Amistoso                  |
| Santos 1 X 2 Corinthians                   | 30/06/1935 | Campeonato Paulista       |
| Santos 3 X 2 Corinthians                   | 10/03/1935 | Amistoso                  |
| Santos X WO Corinthians                    | 26/10/1934 | Torneio Extra             |
| Santos 0 X 3 Corinthians                   | 22/07/1934 | Campeonato Paulista       |
| Santos 3 X 4 Corinthians                   | 14/01/1934 | Amistoso                  |
| Santos 6 X 0 Corinthians                   | 24/09/1933 | Campeonato Paulista       |
| Santos 3 X 5 Corinthians                   | 18/12/1932 | Amistoso                  |
| Santos 7 X 1 Corinthians                   | 08/05/1932 | Campeonato Paulista       |
| Santos 1 X 1 Corinthians                   | 29/11/1931 | Campeonato Paulista       |
| Santos 2 X 5 Corinthians                   | 04/01/1931 | Campeonato Paulista       |
| Santos 2 X 2 (WO) Corinthians              | 14/07/1929 | Amistoso                  |
| Santos/São Paulo Railway 5 X 1 Corinthians | 30/12/1928 | Amistoso                  |
| Santos 1 X 1 Corinthians                   | 12/10/1928 | Amistoso                  |
| Santos 1 X 3 Corinthians                   | 19/08/1928 | Campeonato Paulista       |
| Santos 1 X 0 Corinthians                   | 26/02/1928 | Campeonato Paulista       |
| Santos 4 X 4 Corinthians                   | 08/01/1928 | Amistoso                  |
| Santos 2 X 3 Corinthians                   | 22/08/1926 | Campeonato Paulista       |
| Santos 2 X 1 Corinthians                   | 22/11/1925 | Amistoso                  |
| Santos 1 X 0 Corinthians                   | 21/04/1925 | Campeonato Paulista       |
| Santos 2 X 0 Corinthians                   | 12/10/1924 | Campeonato Paulista       |
| Santos 1 X 2 Corinthians                   | 16/03/1924 | Amistoso                  |
| Santos 3 X 3 Corinthians                   | 30/10/1921 | Campeonato Paulista       |
| Santos 0 X 11 Corinthians                  | 11/07/1920 | Campeonato Paulista       |
| Santos 1 X 0 Corinthians                   | 29/06/1919 | Campeonato Paulista       |
| Santos 4 X 2 Corinthians                   | 18/08/1918 | Campeonato Paulista       |
| Santos 0 X 3 Corinthians                   | 26/08/1917 | Amistoso                  |
| Santos 3 X 3 Corinthians                   | 10/06/1917 | Campeonato Paulista       |

| Estatísticas na Neo Química Arena |    |
| Jogos                             | 22 |
| Vitórias do Corinthians           | 12 |
| Vitórias do Santos                | 02 |
| Empates                           | 08 |
| Gols do Corinthians               | 29 |
| Gols do Santos                    | 12 |

| Partidas na Neo Química Arena |                   |            |                       |
| Corinthians 1 x 0 Santos      | Neo Química Arena | 18/05/2025 | Campeonato Brasileiro |
| Corinthians 2 x 1 Santos      | Neo Química Arena | 09/03/2025 | Campeonato Paulista   |
| Corinthians 2 x 1 Santos      | Neo Química Arena | 12/02/2025 | Campeonato Paulista   |
| Corinthians 1 x 1 Santos      | Neo Química Arena | 29/10/2023 | Campeonato Brasileiro |
| Corinthians 0 X 0 Santos      | Neo Química Arena | 25/06/2022 | Campeonato Brasileiro |
| Corinthians 4 X 0 Santos      | Neo Química Arena | 22/06/2022 | Copa do Brasil        |
| Corinthians 1 X 2 Santos      | Neo Química Arena | 02/02/2022 | Campeonato Paulista   |
| Corinthians 2 x 0 Santos      | Neo Química Arena | 21/11/2021 | Campeonato Brasileiro |
| Corinthians 1 x 1 Santos      | Neo Química Arena | 07/10/2020 | Campeonato Brasileiro |
| Corinthians 2 x 0 Santos      | Arena Corinthians | 02/02/2020 | Campeonato Paulista   |
| Corinthians 0 x 0 Santos      | Arena Corinthians | 26/10/2019 | Campeonato Brasileiro |
| Corinthians 2 x 1 Santos      | Arena Corinthians | 31/03/2019 | Campeonato Paulista   |
| Corinthians 0 x 0 Santos      | Arena Corinthians | 10/03/2019 | Campeonato Paulista   |
| Corinthians 1 x 1 Santos      | Arena Corinthians | 13/01/2019 | Amistoso              |
| Corinthians 1 x 1 Santos      | Arena Corinthians | 06/06/2018 | Campeonato Brasileiro |
| Corinthians 2 x 0 Santos      | Arena Corinthians | 03/06/2017 | Campeonato Brasileiro |
| Corinthians 1 x 0 Santos      | Arena Corinthians | 04/03/2017 | Campeonato Paulista   |
| Corinthians 1 x 0 Santos      | Arena Corinthians | 01/06/2016 | Campeonato Brasileiro |
| Corinthians 2 x 0 Santos      | Arena Corinthians | 20/09/2015 | Campeonato Brasileiro |
| Corinthians 1 x 2 Santos      | Arena Corinthians | 26/08/2015 | Copa do Brasil        |
| Corinthians 1 x 1 Santos      | Arena Corinthians | 05/04/2015 | Campeonato Paulista   |
| Corinthians 1 x 0 Santos      | Arena Corinthians | 09/11/2014 | Campeonato Brasileiro |

## Retrospecto no Século XXI
| Estatísticas a partir de 2001  |          |
| Partidas                       | 86       |
| Vitórias do Corinthians        | 30       |
| Vítórias do Santos             | 32       |
| Empates                        | 24       |
| Número de gols                 | 205      |
| Gols marcados pelo Corinthians | 105      |
| Gols marcados pelo Santos      | 100      |
| Vantagem                       | Santista |

Retrospecto pelo Campeonato Paulista no Século XXI
|                                            |        |
| Estatísticas do Paulistão a partir de 2001 |        |
| Partidas                                   | 33     |
| Vitórias do Corinthians                    | 12     |
| Vítórias do Santos                         | 12     |
| Empates                                    | 09     |
| Número de gols                             | 78     |
| Gols marcados pelo Corinthians             | 40     |
| Gols marcados pelo Santos                  | 38     |
| Vantagem                                   | Empate |

## Amistosos
|                                |             |
| Estatísticas pelos Amistosos   |             |
| Partidas                       | 29          |
| Vitórias do Corinthians        | 12          |
| Vítórias do Santos             | 10          |
| Empates                        | 07          |
| Número de gols                 | 122         |
| Gols marcados pelo Corinthians | 66          |
| Gols marcados pelo Santos      | 56          |
| Vantagem                       | Corinthiana |

## Campeonato Paulista
| Estatísticas pelo Paulistão    |             |
| Partidas                       | 209         |
| Vitórias do Corinthians        | 86          |
| Vítórias do Santos             | 64          |
| Empates                        | 59          |
| Número de gols                 | 711         |
| Gols marcados pelo Corinthians | 391         |
| Gols marcados pelo Santos      | 320         |
| Vantagem                       | Corinthiana |

## Torneio Rio x São Paulo
| Estatísticas pelo RioxSP       |          |
| Partidas                       | 16       |
| Vitórias do Corinthians        | 05       |
| Vítórias do Santos             | 07       |
| Empates                        | 04       |
| Número de gols                 | 49       |
| Gols marcados pelo Corinthians | 23       |
| Gols marcados pelo Santos      | 33       |
| Vantagem                       | Santista |

## Copa do Brasil
| Estatísticas pela Copa do Brasil |          |
| Partidas                         | 04       |
| Vitórias do Corinthians          | 01       |
| Vítórias do Santos               | 03       |
| Empates                          | 00       |
| Número de gols                   | 10       |
| Gols marcados pelo Corinthians   | 05       |
| Gols marcados pelo Santos        | 05       |
| Vantagem                         | Santista |

## Campeonato Brasileiro
| Estatísticas pelo Brasileirão  |             |
| Partidas                       | 77          |
| Vitórias do Corinthians        | 27          |
| Vítórias do Santos             | 25          |
| Empates                        | 25          |
| Número de gols                 | 183         |
| Gols marcados pelo Corinthians | 93          |
| Gols marcados pelo Santos      | 90          |
| Vantagem                       | Corinthiana |

## Copa Libertadores da América
|                                |             |
| Estatísticas pela Libertadores |             |
| Partidas                       | 02          |
| Vitórias do Corinthians        | 01          |
| Vítórias do Santos             | 00          |
| Empates                        | 01          |
| Número de gols                 | 03          |
| Gols marcados pelo Corinthians | 02          |
| Gols marcados pelo Santos      | 01          |
| Vantagem                       | Corinthiana |

## Finais
Só se considera final o jogo em que ambas as equipes disputam o título, se sagrando uma delas campeã após o resultado final dos confrontos. Corinthians 9x6 Santos
TAÇA DAS TAÇAS (1948)
- 12 de maio de 1948 Corinthians 1x2 Santos - Santos campeão

TAÇA SÃO PAULO (1962)
- 16 de junho de 1962 Corinthians 3x1 Santos - Primeiro jogo da final
- 21 de junho de 1962 Corinthians 3x3 Santos - Corinthians Campeão

COPA BANDEIRANTES (1994) - Valendo vaga para Copa do Brasil de 1995
- 9 de agosto de 1994 Corinthians 6x3 Santos - Primeiro jogo da final
- 11 de agosto de 1994 Santos 1x1 Corinthians - Corinthians campeão

TORNEIO INTERNACIONAL DE VERÃO
- 19 de janeiro de 1986 Santos 0x2 Corinthians - Corinthians campeão
- 24 de janeiro de 1996 Santos 3x1 Corinthians - Santos campeão

CAMPEONATO PAULISTA
- 17 de Novembro de 1935 Corinthians 0x2 Santos - Santos campeão de 1935
- 2 de dezembro de 1984 Corinthians 0x1 Santos - Santos campeão de 1984
- 26 de abril de 2009 Santos 1x3 Corinthians - Primeiro jogo da final de 2009
- 3 de maio de 2009 Corinthians 1x1 Santos - Corinthians campeão de 2009
- 8 de maio de 2011 Corinthians 0x0 Santos - Primeiro jogo da final de 2011
- 15 de maio de 2011 Santos 2x1 Corinthians - Santos campeão de 2011
- 12 de maio de 2013 Corinthians 2x1 Santos - Primeiro jogo da final de 2013
- 19 de maio de 2013 Santos 1x1 Corinthians - Corinthians campeão do 2013

CAMPEONATO BRASILEIRO
- 8 de dezembro de 2002 Santos 2x0 Corinthians - Primeiro jogo da final de 2002
- 15 de dezembro de 2002 Corinthians 2x3 Santos - Santos campeão de 2002

## Disputas diretas por títulos em pontos corridos
Só é considerado uma vitória de título diante de um adversário quando o mesmo termina em primeiro e o rival em segundo: Santos 5x3 Corinthians
1928 – Corinthians Campeão – Santos Vice – Campeonato Paulista (pontos corridos);
1929 – Corinthians Campeão – Santos Vice – Campeonato Paulista (pontos corridos);
1930 – Corinthians Campeão – Santos Vice – Campeonato Paulista (pontos corridos);
1935 – Santos Campeão – Corinthians Vice – Campeonato Paulista (pontos corridos);
1955 – Santos Campeão – Corinthians Vice – Campeonato Paulista (pontos corridos);
1962 – Santos Campeão – Corinthians Vice – Campeonato Paulista (pontos corridos);
1963 – Santos Campeão – Corinthians Vice – Torneio Rio-São Paulo (pontos corridos);
1968 – Santos Campeão – Corinthians Vice – Campeonato Paulista (pontos corridos);
1984 – Santos Campeão – Corinthians Vice – Campeonato Paulista (pontos corridos);

## Tabus
No confronto entre Corinthians e Santos um fato marcante foi o períodos de "tabus", variação de tempo em que um time ficou sem ganhar do outro.
O maior tabu de invencibilidade do clássico foi entre 1957 e 1968, quando o Corinthians ficou 24 jogos sem vencer o Santos (17 derrotas e 7 empates).
O segundo maior tabu do confronto foi entre 1976 e 1983 quando o Santos ficou 20 jogos sem vencer o Corinthians (9 derrotas e 11 empates).
O tabu mais conhecido do clássico é o de invencibilidade do Santos em relação ao Corinthians em jogos apenas do Campeonato Paulista, que durou 24 jogos, começou no dia 3 de novembro de 1957, pelo Campeonato Paulista, com o placar Corinthians 3x3 Santos no Pacaembu. Porém nesse mesmo período o Corinthians obteve 4 vitórias contra o Santos por outras competições pouco expressivas á época (Torneio Rio-São Paulo e Taça São Paulo). 
O último grande tabu do confronto foi favorável ao Santos (de 30 de Janeiro de 2002 até 13 de Outubro de 2005). Foram 11 partidas, com 9 vitórias santistas e 2 empates, por quase 4 anos.

## Maiores goleadas
Outro fato marcante deste clássico são as inúmeras goleadas já aplicadas entre os dois rivais, aqui estão listadas as goleadas com diferença a partir de cinco gols ou mais.
| Equipe vencedora         | Placar | Ano  | Data           | Local                    | Campeonato/Torneio                          |
| ------------------------ | ------ | ---- | -------------- | ------------------------ | ------------------------------------------- |
| Corinthians              | 11–0   | 1920 | 11 de julho    | Vila Belmiro             | Campeonato Paulista                         |
| Santos                   | 8–3    | 1927 | 4 de setembro  | Estádio Parque Antártica | Campeonato Paulista                         |
| Corinthians              | 7–0    | 1941 | 1 de Junho     | Parque São Jorge         | Campeonato Paulista                         |
| Santos                   | 7–1    | 1932 | 8 de maio      | Vila Belmiro             | Campeonato Paulista                         |
| Corinthians              | 7–1    | 2005 | 6 de novembro  | Estádio do Pacaembu      | Campeonato Brasileiro                       |
| Santos                   | 7–4    | 1964 | 6 de dezembro  | Estádio do Pacaembu      | Campeonato Paulista                         |
| Santos                   | 6–0    | 1933 | 24 de setembro | Vila Belmiro             | Campeonato Paulista e Torneio Rio-São Paulo |
| Corinthians              | 6–1    | 1921 | 5 de junho     | Estádio Ponte Grande     | Campeonato Paulista                         |
| Corinthians              | 6–1    | 1924 | 8 de junho     | Estádio Ponte Grande     | Campeonato Paulista                         |
| Santos                   | 6–1    | 1958 | 7 de dezembro  | Vila Belmiro             | Campeonato Paulista                         |
| Santos                   | 6–1    | 1960 | 30 de novembro | Estádio do Pacaembu      | Campeonato Paulista                         |
| Corinthians              | 6–2    | 1922 | 19 de novembro | Estádio Ponte Grande     | Campeonato Paulista                         |
| Corinthians              | 6–2    | 1931 | 8 de março     | Estádio Parque Antártica | Taça Ministro do Chile                      |
| Corinthians              | 6–2    | 1942 | 26 de julho    | Parque São Jorge         | Campeonato Paulista                         |
| Santos                   | 6–2    | 1962 | 23 de setembro | Vila Belmiro             | Campeonato Paulista                         |
| Santos                   | 6–3    | 1913 | 22 de junho    | Estádio Parque Antártica | Campeonato Paulista                         |
| Corinthians              | 6–3    | 1994 | 9 de agosto    | Estádio do Morumbi       | Copa Bandeirantes                           |
| Corinthians              | 5–0    | 1919 | 21 de setembro | Estádio Ponte Grande     | Campeonato Paulista                         |
| Corinthians              | 5–0    | 2001 | 18 de março    | Estádio do Pacaembu      | Campeonato Paulista                         |
| Santos/São Paulo Railway | 5–1    | 1928 | 30 de dezembro | Vila Belmiro             | Amistoso                                    |
| Santos                   | 5–1    | 1961 | 16 de agosto   | Estádio do Pacaembu      | Campeonato Paulista                         |
| Santos                   | 5–1    | 2014 | 29 de janeiro  | Vila Belmiro             | Campeonato Paulista                         |
| Corinthians              | 4–0    | 2022 | 22 de junho    | Neo Química Arena        | Copa do Brasil                              |

## Confrontos
| Data                    | Torneio        | Estádio           | Casa        | Placar | Visitante   | Gols (Casa)                                                               | Gols (Visitante)                          |
| ----------------------- | -------------- | ----------------- | ----------- | ------ | ----------- | ------------------------------------------------------------------------- | ----------------------------------------- |
| 28 de fevereiro de 2010 | Paulista       | Vila Belmiro      | Santos      | 2-1    | Corinthians | Neymar Jr 33', André 59'                                                  | Dentinho 68'                              |
| 30 de maio de 2010      | Série A        | Pacaembu          | Corinthians | 4-2    | Santos      | Jorge Henrique 2', Bruno César 53', Ralf 66', Paulinho 85'                | André 52', Marcel 87'                     |
| 22 de setembro de 2010  | Série A        | Vila Belmiro      | Santos      | 2-3    | Corinthians | Durval 1', Neymar Jr 26'                                                  | Iarley 8', Elias 42', Paulo André 69'     |
| 20 de fevereiro de 2011 | Paulista       | Pacaembu          | Corinthians | 3-1    | Santos      | Fábio Santos 23', 60' (pen), Liedson 85'                                  | Elano 86'                                 |
| 8 de maio de 2011       | Paulista       | Pacaembu          | Corinthians | 0-0    | Santos      |                                                                           |                                           |
| 15 de maio de 2011      | Paulista       | Vila Belmiro      | Santos      | 2-1    | Corinthians | Arouca 16', Neymar Jr 84'                                                 | Morais 86'                                |
| 10 de agosto de 2011    | Série A        | Vila Belmiro      | Santos      | 0-0    | Corinthians |                                                                           |                                           |
| 18 de setembro de 2011  | Série A        | Pacaembu          | Corinthians | 1-3    | Santos      | Liedson 12'                                                               | Henrique 37', Borges 54', Alan Kardec 80' |
| 4 de março de 2012      | Paulista       | Vila Belmiro      | Santos      | 1-0    | Corinthians | Ibson 57'                                                                 |                                           |
| 13 de junho de 2012     | Libertadores   | Vila Belmiro      | Santos      | 0-1    | Corinthians |                                                                           | Emerson Sheik 27'                         |
| 20 de junho de 2012     | Libertadores   | Pacaembu          | Corinthians | 1-1    | Santos      | Danilo 47'                                                                | Neymar Jr 35'                             |
| 19 de agosto de 2012    | Série A        | Vila Belmiro      | Santos      | 3-2    | Corinthians | André 36', 48', Bruno Rodrigo 84'                                         | Danilo 29', Juan Martínez 80'             |
| 24 de novembro de 2012  | Série A        | Pacaembu          | Corinthians | 1-1    | Santos      | Wallace 79'                                                               | Felipe Anderson 80'                       |
| 3 de março de 2013      | Paulista       | Morumbi           | Santos      | 0-0    | Corinthians |                                                                           |                                           |
| 12 de maio de 2013      | Paulista       | Pacaembu          | Corinthians | 2-1    | Santos      | Paulinho 41', Paulo André 74'                                             | Durval 81'                                |
| 19 de maio de 2013      | Paulista       | Vila Belmiro      | Santos      | 1-1    | Corinthians | Cícero 26'                                                                | Danilo 28'                                |
| 7 de agosto de 2013     | Série A        | Vila Belmiro      | Santos      | 1-1    | Corinthians | Willian José 54'                                                          | Paulo André 48'                           |
| 27 de outubro de 2013   | Série A        | Fonte Luminosa    | Corinthians | 1-1    | Santos      | Douglas 27'                                                               | Gustavo Henrique 61'                      |
| 29 de janeiro de 2014   | Paulista       | Vila Belmiro      | Santos      | 5-1    | Corinthians | Arouca 12', Gabriel Barbosa 22', Thiago Ribeiro 47', 78', Bruno Peres 63' | Guilherme 29'                             |
| 10 de agosto de 2014    | Série A        | Vila Belmiro      | Santos      | 0-1    | Corinthians |                                                                           | Gil 83'                                   |
| 9 de novembro de 2014   | Série A        | Neo Química Arena | Corinthians | 1-0    | Santos      | Paolo Guerrero 7'                                                         |                                           |
| 5 de abril de 2015      | Paulista       | Neo Química Arena | Corinthians | 1-1    | Santos      | Felipe 39'                                                                | Ricardo Oliveira 59'                      |
| 20 de junho de 2015     | Série A        | Vila Belmiro      | Santos      | 1-0    | Corinthians | Ricardo Oliveira 9'                                                       |                                           |
| 19 de agosto de 2015    | Copa do Brasil | Vila Belmiro      | Santos      | 2-0    | Corinthians | Gabriel Barbosa 31', Marquinhos Gabriel 78'                               |                                           |
| 26 de agosto de 2015    | Copa do Brasil | Neo Química Arena | Corinthians | 1-2    | Santos      | Ángel Romero 72'                                                          | Gabriel Barbosa 14', Ricardo Oliveira 64' |
| 20 de setembro de 2015  | Série A        | Neo Química Arena | Corinthians | 2-0    | Santos      | Jádson 85', 88'                                                           |                                           |
| 6 de março de 2016      | Paulista       | Vila Belmiro      | Santos      | 2-0    | Corinthians | Ricardo Oliveira 8', 84'                                                  |                                           |
| 1 de junho de 2016      | Série A        | Neo Química Arena | Corinthians | 1-0    | Santos      | Giovanni Augusto 82'                                                      |                                           |
| 11 de setembro de 2016  | Série A        | Vila Belmiro      | Santos      | 2-1    | Corinthians | Vitor Bueno 70' (pen), Renato 85'                                         | Marlone 36'                               |
| 4 de março de 2017      | Paulista       | Neo Química Arena | Corinthians | 1-0    | Santos      | Jô 46'                                                                    |                                           |
| 3 de junho de 2017      | Série A        | Neo Química Arena | Corinthians | 2-0    | Santos      | Ángel Romero 69', Jô 75'                                                  |                                           |
| 10 de setembro de 2017  | Série A        | Vila Belmiro      | Santos      | 2-0    | Corinthians | Lucas Lima 58', Ricardo Oliveira 90+3'                                    |                                           |
| 4 de março de 2018      | Paulista       | Pacaembu          | Santos      | 1-1    | Corinthians | Diogo Vitor 87'                                                           | Renê Júnior 20'                           |
| 6 de junho de 2018      | Série A        | Neo Química Arena | Corinthians | 1-1    | Santos      | Roger 52'                                                                 | Victor Ferraz 75'                         |
| 13 de outubro de 2018   | Série A        | Pacaembu          | Santos      | 1-0    | Corinthians | Gabriel Barbosa 21'                                                       |                                           |
| 13 de janeiro de 2019   | Amistoso       | Neo Química Arena | Corinthians | 1-1    | Santos      | Gustavo 5'                                                                | Pedro Henrique (contra) 25'               |
| 10 de março de 2019     | Paulista       | Neo Química Arena | Corinthians | 0-0    | Santos      |                                                                           |                                           |
| 31 de março de 2019     | Paulista       | Neo Química Arena | Corinthians | 2-1    | Santos      | Manoel 4', Clayson 32'                                                    | Derlis González 8'                        |
| 8 de abril de 2019      | Paulista       | Pacaembu          | Santos      | 1-0    | Corinthians | Gustavo Henrique 86'                                                      |                                           |
| 12 de junho de 2019     | Série A        | Vila Belmiro      | Santos      | 1-0    | Corinthians | Eduardo Sasha 59'                                                         |                                           |
| 26 de outubro de 2019   | Série A        | Neo Química Arena | Corinthians | 0-0    | Santos      |                                                                           |                                           |

| Data                    | Torneio        | Estádio           | Casa        | Placar | Visitante   | Gols (Casa)                                              | Gols (Visitante)                    |
| ----------------------- | -------------- | ----------------- | ----------- | ------ | ----------- | -------------------------------------------------------- | ----------------------------------- |
| 2 de fevereiro de 2020  | Paulista       | Neo Química Arena | Corinthians | 2-0    | Santos      | Everaldo 2', Janderson 47'                               |                                     |
| 7 de outubro de 2020    | Série A        | Neo Química Arena | Corinthians | 1-1    | Santos      | Danilo Avelar 45'                                        | Mádson 11'                          |
| 17 de fevereiro de 2021 | Série A        | Vila Belmiro      | Santos      | 1-0    | Corinthians | Marcos Leonardo 55'                                      |                                     |
| 25 de abril de 2021     | Paulista       | Vila Belmiro      | Santos      | 0-2    | Corinthians |                                                          | Raul Gustavo 38', Lucas Piton 45'   |
| 8 de agosto de 2021     | Série A        | Vila Belmiro      | Santos      | 0-0    | Corinthians |                                                          |                                     |
| 21 de novembro de 2021  | Série A        | Neo Química Arena | Corinthians | 2-0    | Santos      | Jô 47', Gabriel 85'                                      |                                     |
| 2 de fevereiro de 2022  | Paulista       | Neo Química Arena | Corinthians | 1-2    | Santos      | Jô 52'                                                   | Marcos Leonardo 65', 70' (pen)      |
| 22 de junho de 2022     | Copa do Brasil | Neo Química Arena | Corinthians | 4-0    | Santos      | Gustavo Mantuan 20', Giuliano 28', 77', Raul Gustavo 43' |                                     |
| 25 de junho de 2022     | Série A        | Neo Química Arena | Corinthians | 0-0    | Santos      |                                                          |                                     |
| 13 de julho de 2022     | Copa do Brasil | Vila Belmiro      | Santos      | 1-0    | Corinthians | Marcos Leonardo 67' (pen)                                |                                     |
| 22 de outubro de 2022   | Série A        | Vila Belmiro      | Santos      | 0-1    | Corinthians |                                                          | Róger Guedes 89'                    |
| 26 de janeiro de 2023   | Paulista       | Vila Belmiro      | Santos      | 2-2    | Corinthians | Lucas Barbosa 45+6', Marcos Leonardo 90' (pen)           | Yuri Alberto 32', Róger Guedes 67'  |
| 21 de junho de 2023     | Série A        | Vila Belmiro      | Santos      | 0-2    | Corinthians |                                                          | Yuri Alberto 19', Ruan Oliveira 28' |
| 29 de outubro de 2023   | Série A        | Neo Química Arena | Corinthians | 1-1    | Santos      | Jean Lucas (contra) 57'                                  | Stiven Mendoza 90+9' (pen)          |
| 7 de fevereiro de 2024  | Paulista       | Vila Belmiro      | Santos      | 1-0    | Corinthians | João Schmidt 23'                                         |                                     |
| 12 de fevereiro de 2025 | Paulista       | Neo Química Arena | Corinthians | 2-1    | Santos      | Yuri Alberto 17' , 44'                                   | Guilherme 79                        |
| 09 de Março de 2025     | Paulista       | Neo Química Arena | Corinthians | 2-1    | Santos      | Yuri Alberto 12' , Rodrigo Garro 56'                     | Tiquinho Soares 38                  |
| 18 de Maio de 2025      | Série A        | Neo Química Arena | Corinthians | 1 - 0  | Santos      | Yuri Alberto 21                                          |                                     |

### Último confronto
| 18 de Maio de 2025 | Corinthians      | 1 - 0 | Santos | Neo Química Arena, São Paulo                    |
| 16:00              | Yuri Alberto 21' |       |        | Público: 46,932 Árbitro: SP Raphael Claus (CBF) |

## Artilheiros
Pelé (Santos): 50 gols
Cláudio, Neco e Teleco (Corinthians): 21 gols
Pepe e Coutinho (Santos): 15 gols

## Maiores públicos
- Lembrando que todas partidas tinham mando da Federação Paulista de Futebol, sendo elas dividas entre ambas as torcidas.
- Aonde não consta referência aos presentes e pagantes, a referência é apenas aos pagantes.

1. Santos 1 a 1 Corinthians, 120.782, 20 de março de 1977 (116.881 pagantes)
2. Corinthians 1 a 0 Santos, 120.000, 26 de novembro de 1978
3. Corinthians 4 a 0 Santos, 119.965, 29 de maio de 1977 (117.676 pagantes)
4. Santos 1 a 1 Corinthians, 117.628, 20 de agosto de 1978 (111.103 pagantes)
5. Santos 1 a 0 Corinthians, 111.345, 2 de dezembro de 1984 (101.587 pagantes)
6. Corinthians 2 a 1 Santos, 108.991, 11 de fevereiro de 1979 (103.494 pagantes)
7. Corinthians 1 a 0 Santos, 106.767, 10 de junho de 1979 (100.569 pagantes)
8. Santos 1 a 1 Corinthians,  90.214, 29 de janeiro de 1978 (85.372 pagantes)
9. Santos 0 a 0 Corinthians,  86.300, 31 de julho de 1983 (80.731 pagantes)
10. Santos 2 a 2 Corinthians,  84.009, 27 de setembro de 1981 (83.774 pagantes)
11. Santos 3 a 0 Corinthians,  78.580, 29 de abril de 1973

Por décadas
- 1971/1980: 8.
- 1981/1990: 3.

Na Era Pacaembu (1940-1970)
- Relacionados apenas jogos até 1970.

1. Santos 2 a 0 Corinthians, 62.851, 3 de março de 1963
2. Santos 7 a 4 Corinthians, 56.476, 6 de dezembro de 1964
3. Santos 1 a 1 Corinthians, 56.208, 13 de maio de 1967 (52.225 pagantes)
4. Santos 3 a 2 Corinthians, 55.765, 26 de agosto de 1959
5. Santos 2 a 0 Corinthians, 54.054, 3 de março de 1963
6. Santos 4 a 4 Corinthians, 50.782, 15 de abril de 1965

Ainda no Pacaembu pós década de 70
1. Corinthians 1 a 0 Santos, 66.871, 29 de setembro de 1974

Na Arena Corinthians
1. Corinthians 2 x 1 Santos, 48.046, 09 de Março de 2025

Na Vila Belmiro
1. Santos 0 a 0 Corinthians, 33.000, 20 de setembro de 1964

## Trofeus Simbólicos
O centenário do clássico alvinegro foi comemorado no ano de 2013.
O Corinthians ficou com a Taça simbólica alusiva ao clássico mais antigo de São Paulo que foi disputada nos confrontos pelo Campeonato Brasileiro, como houve dois empates por resultados iguais decidiram que o critério de desempate seriam os cartões amarelos: o Alvinegro da Capital recebeu 1 cartão a menos que o Alvinegro Praiano.
No ano do centenário do Clássico Alvinegro o Corinthians não foi derrotado nenhuma vez. Corinthians e Santos se enfrentam cinco vezes em 2013. Além dos dois empates em 1 a 1 nas partidas do Brasileirão, pelo Campeonato Paulista, foram três jogos: empate em 0 a 0 pela primeira fase, vitória por 2 a 1 do Timão no jogo de ida da final, no estádio do Pacaembu, e empate por 1 a 1 no jogo de volta na Vila Belmiro – resultado que deu o título estadual ao Corinthians.
Em 2024 no dia 07/02, Santos e Corinthians se encontravam em mais um jogo na fase de grupos do Campeonato Paulista daquele ano, e de fato o Santos mesmo tendo tido um rebaixamento inédito no ano anterior bateu o Corinthians por 1 a 0 em plena Vila Belmiro, ganhando assim da Federação Paulista de Futebol a Taça do Classico Alvinegro no Paulistão 2024.

## Centenário dos clubes
No ano do centenário corintiano, a equipe do Parque São Jorge viu o seu rival repatriar um dos maiores carrascos da história corintiana, o ídolo santista Robinho, para se juntar a Neymar e Paulo Henrique Ganso e comemorar dois títulos, tendo o Peixe, o maior ataque do Século XXI: Campeão Paulista de 2010 (72 gols em 23 jogos) e Campeão da Copa do Brasil (39 gols em 11 jogos - RECORDE) neste mesmo ano, enquanto o Corinthians não conseguiu nenhum título. Porém nos confrontos diretos o Corinthians levou a melhor, duas vitórias no Brasileirão (4 a 2 e 3 a 2) e uma derrota no Campeonato Paulista (2 a 1).
No ano do centenário santista em 2012 o Corinthians eliminou o Santos na principal competição do futebol continental para os clubes brasileiros: a Copa Libertadores da América. A eliminação do Santos de Neymar para o principal rival santista ocorreu na fase semifinal, derrota na casa santista por 1 a 0 e empate com mando corinthiano no Pacaembu por 1 a 1 conseguindo a vaga inédita para final. Nas finais o Corinthians superou o Boca Juniors e comemorou o título de forma invicta, realizando a melhor campanha da história corinthiana, e o primeiro título de Libertadores do time alvinegro da capital. No final do ano os santistas ainda tiveram de presenciar outra conquista dos corinthianos que puderam comemorar o título do Mundial diante do Chelsea.
Porém neste mesmo ano do centenário santista, a equipe praiana também conquistou 2 títulos, o inédito Tricampeonato Paulista em cima do Guarani, que no século atual nenhuma equipe paulista até então havia conquistado, e o Bicampeonato da Recopa Sulamericana batendo a Universidad del Chile que havia sido campeão da Copa Sulamericana de 2011 e disputou a final com o Alvinegro Praiano que havia vencido sua terceira Libertadores em 2011. Além de que derrotou mais vezes o Corinthians na temporada, em duas oportunidades (1 a 0 no Paulista e 3 a 2 no Brasileiro), empatou outras duas (1 a 1 pela Libertadores e o mesmo resultado no Brasileiro) sofrendo apenas uma derrota por 1 a 0 pela Libertadores, vale ressaltar que diferente do rival, o alvinegro praiano não passou em branco o seu centenário, podendo comemorar um título estadual e um título continental naquele ano.